# Persecuzione dei cristiani sotto Diocleziano

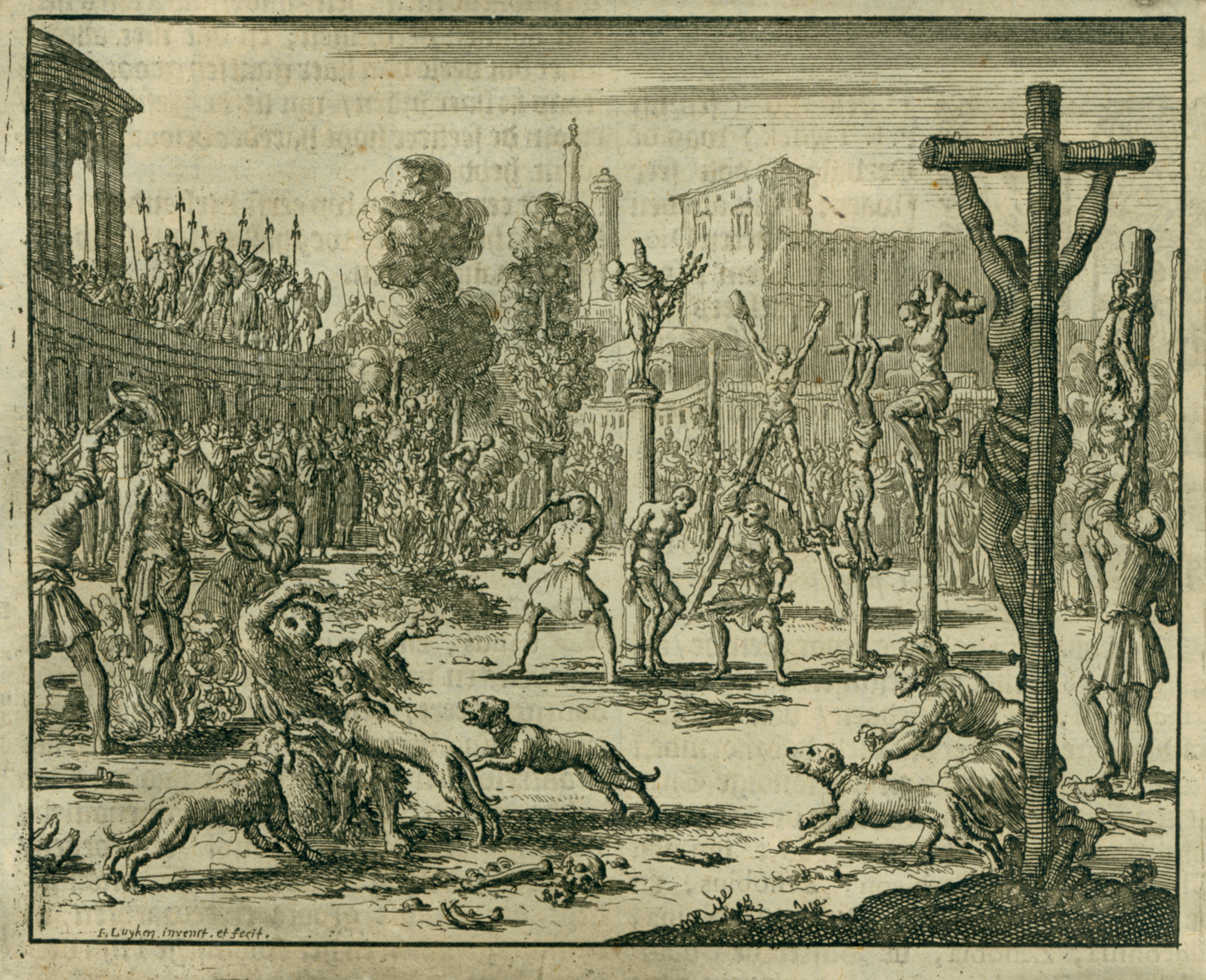
Acquaforte di Jan Luyken raffigurante la Persecuzione degli imperatori Diocleziano e Massimiano nell'anno 301 (Eeghen 686)

La persecuzione di Diocleziano (o grande persecuzione) fu l'ultima e la più grave persecuzione nei confronti dei cristiani nell'Impero romano. Nel 303 d.C., gli imperatori Diocleziano, Massimiano, Galerio e Costanzo Cloro emisero una serie di editti volti a revocare i diritti legali dei cristiani e a esigere che si adeguassero alle pratiche religiose tradizionali romane. Editti successivi presero di mira il clero e richiesero il "sacrificio universale": ordinarono a tutti gli abitanti di offrire un sacrificio agli dei pagani. La persecuzione variava in intensità in tutto l'impero, più debole in Gallia e in Britannia, dove fu applicato solo il primo editto, e maggiore nelle province orientali. Le leggi persecutorie furono annullate da diversi imperatori in tempi diversi, ma Costantino con l'Editto di Milano (del 313) segnò definitivamente la fine della persecuzione.
I cristiani erano sempre stati oggetto di discriminazione locale nell'impero, ma i primi imperatori erano riluttanti a emettere leggi generali contro di loro. Fu così fino all'anno 250, sotto il regno di Decio e poi di Valeriano, in cui tali leggi furono approvate. In base a tale normativa, i cristiani furono costretti a sacrificare agli dei romani o subire la detenzione e l'esecuzione. Gallieno nel 260, invece, emise il primo editto imperiale per quanto riguardava la tolleranza verso i cristiani, che portò a quasi 40 anni di convivenza pacifica. L'ascesa al potere di Diocleziano nel 284 non segnò un'inversione immediata del disprezzo per il cristianesimo, ma guidò un cambio graduale dei comportamenti ufficiali nei confronti delle minoranze religiose. Nei primi quindici anni del suo governo, Diocleziano espulse i cristiani dall'esercito, condannò i manichei a morte, e si circondò di nemici pubblici del cristianesimo. La preferenza di Diocleziano per il governo attivista, combinata con l'immagine di sé come un restauratore della gloria passata romana, presagiva la persecuzione più diffusa della storia di Roma. Nell'inverno del 302, Galerio esortò Diocleziano a iniziare una persecuzione generale dei cristiani. Diocleziano era diffidente, e chiese all'oracolo di Apollo di indicargli la direzione da seguire. La risposta dell'oracolo fu interpretata come un'approvazione della posizione di Galerio, e una persecuzione generale fu proclamata il 24 febbraio del 303.
Le politiche di persecuzione variavano di intensità in tutto l'impero. Mentre Galerio e Diocleziano furono persecutori accaniti, Costanzo era poco entusiasta. Editti persecutori successivi, tra cui le richieste di sacrificio universale, non furono applicati durante il suo regno. Suo figlio, Costantino I, nell'assumere la porpora imperiale nel 306, restaurò la piena parità giuridica dei cristiani e restituì loro le proprietà che in precedenza erano state confiscate durante la persecuzione. In Italia, nel 306, l'usurpatore Massenzio spodestò Severo, il successore di Costanzo Cloro, promettendo piena tolleranza religiosa. Galerio terminò la persecuzione in Oriente nel 311, ma essa fu ripresa in Egitto, in Palestina e in Asia Minore dal suo successore, Massimino.
Costantino e Licinio, il successore di Severo, sottoscrissero l'Editto di Milano nel 313, che offriva un'accettazione più completa del cristianesimo di quella che l'editto di Galerio aveva fornito. Licinio spodestò Massimino Daia nel 313, ponendo fine alla persecuzione in Oriente.
La persecuzione non riuscì a controllare la crescente diffusione della Chiesa. Nel 324, Costantino rimasto unico imperatore romano, fece del cristianesimo la sua religione preferita. Nonostante la persecuzione avesse provocato la morte di migliaia di cristiani e la tortura, la detenzione o dislocazione di molti altri, la maggior parte dei cristiani riuscì a evitare la pena. La persecuzione, tuttavia, fece distinguere molte chiese tra quelli che avevano rispettato l'autorità imperiale (i traditores) e quelli che erano rimasti "puri". Alcuni scismi, come quelli dei donatisti in Nord Africa e i Melaziani in Egitto, sopravvissero a lungo dopo le persecuzioni. I donatisti si sarebbero riconciliati con la Chiesa cattolica solo dopo il 411. Nei secoli che seguirono, alcuni cristiani crearono un "culto dei martiri" ed esagerarono le barbarie dell'era persecutoria. Queste cifre furono criticate durante l'Illuminismo e dopo, soprattutto da Edward Gibbon, basandosi anche su una frase dell'apologeta precedente Tertulliano. Gli storici moderni, come G. E. M. de ste Croix e Candida Moss, hanno tentato di determinare se le fonti cristiane esagerarono la portata della persecuzione di Diocleziano. Secondo Moss, sebbene ingigantita dagli apologeti, sarebbe comunque l'unica persecuzione accertata.

## Contesto storico

### Persecuzioni precedenti
Nel periodo tra la sua prima apparizione e la sua legalizzazione sotto Costantino, il cristianesimo era visto come una religione illegale agli occhi dello Stato romano. Nel corso dei primi due secoli della sua esistenza, il cristianesimo e i suoi praticanti erano visti con sospetto e diffidenza dalla popolazione dell'Impero. I cristiani erano sospettati di costituire una "società segreta" i cui membri comunicavano con un codice privato e che evitava la sfera pubblica. Fu l'ostilità popolare, la rabbia della folla, che condusse alle prime persecuzioni, non provvedimenti ufficiali. A Lugdunum (l'odierna Lione) nel 177, fu solo l'intervento delle autorità civili che fermò una folla pagana intenta nel cacciare i cristiani dalle loro case e picchiarli a morte. Al governatore della Bitinia e Ponto, Plinio, furono inviate lunghe liste di denunce da parte di cittadini anonimi, che l'imperatore Traiano gli consigliò di ignorare.

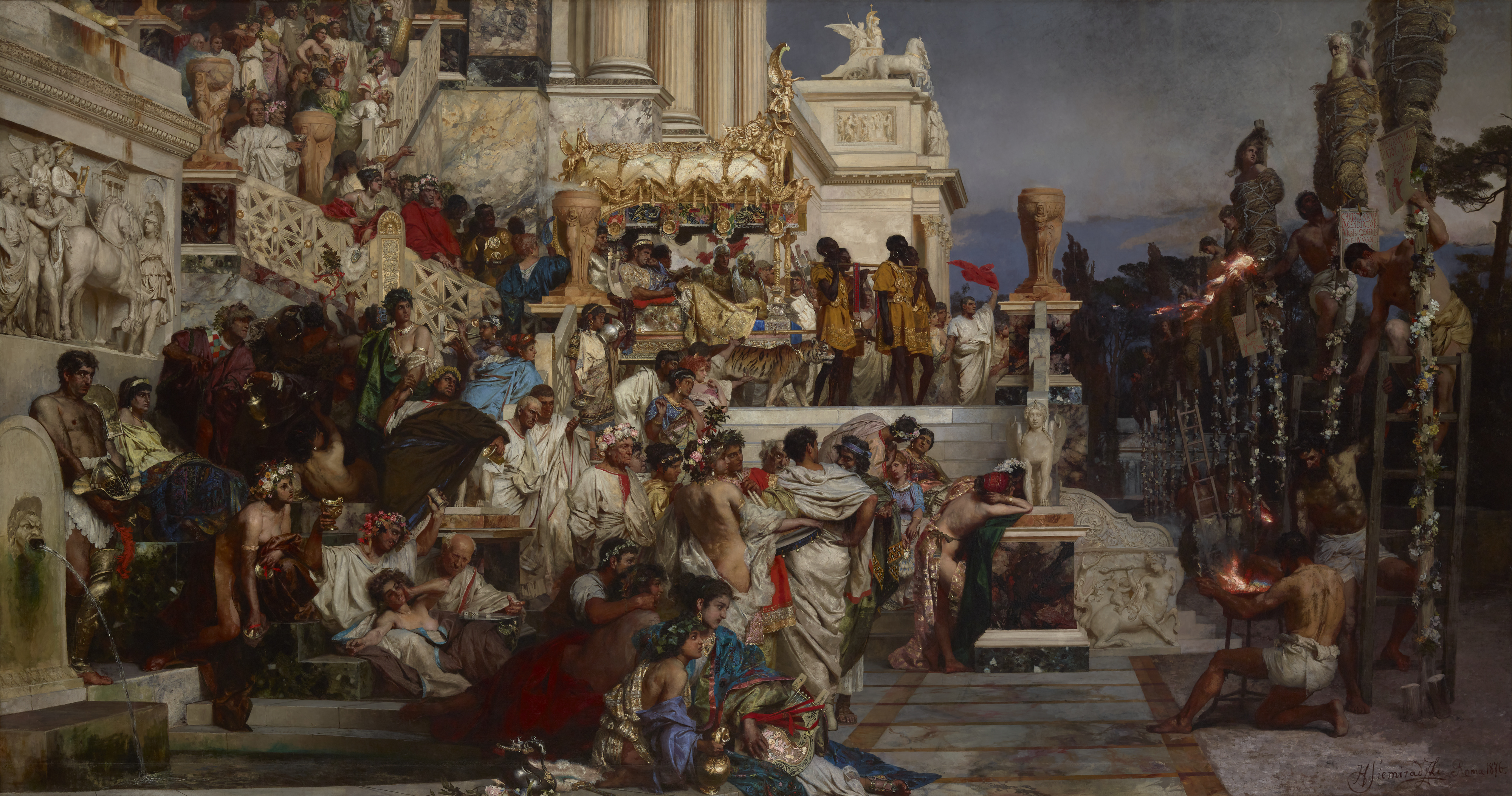
Le fiaccole di Nerone (di Henryk Siemiradzki, ora al Museo Nazionale di Cracovia) rappresenta una delle prime persecuzioni contro i cristiani, al tempo dell'imperatore Nerone

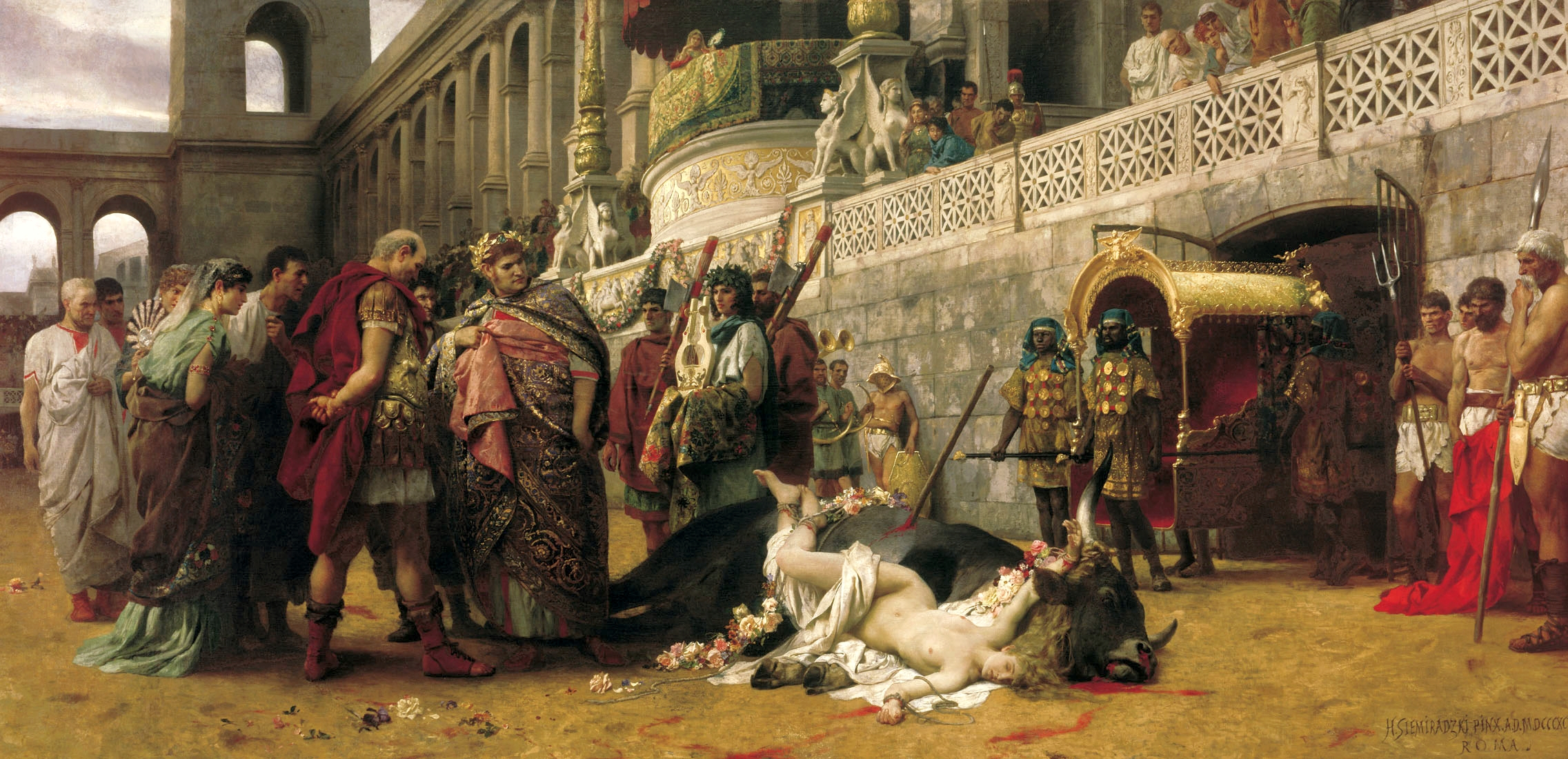
Una martire cristiana (olio su tela del pittore Henryk Siemiradzki, 1897, Varsavia, National Museum)

Per i seguaci dei culti tradizionali, i cristiani erano creature strane: non proprio romani, ma nemmeno del tutto barbari. Le loro pratiche stavano minacciando profondamente i costumi tradizionali. I cristiani rifiutavano le feste pubbliche, rifiutavano di prendere parte al culto imperiale, evitavano le cariche pubbliche, e criticavano pubblicamente le antiche tradizioni. Le conversioni dividevano e laceravano le famiglie: Giustino Martire racconta di un marito pagano che denunciò la moglie cristiana, Tertulliano racconta di bambini diseredati per essere diventati cristiani. La religione romana tradizionale era inestricabilmente intrecciata nel tessuto della società romana e dello Stato, ma i cristiani si rifiutavano di osservare le sue pratiche. Secondo quanto afferma Tacito negli Annales, i cristiani perseguitati da Nerone vennero condannati non tanto per il grande incendio di Roma quanto "per il loro odio contro il genere umano" (odio generis humani). Si pensava che i cristiani usassero la magia nera per raggiungere obiettivi rivoluzionari, e praticassero l'incesto e il cannibalismo.
Ciò nonostante, per i primi due secoli dell'era cristiana, nessun imperatore emise leggi generali contro la fede o la sua Chiesa. Le persecuzioni che furono effettuate durante quel periodo erano stabilite dall'autorità dei funzionari del governo locale. In Bitinia e Ponto nel 111, le ordinò il governatore imperiale Plinio; a Smirne (Izmir) nel 156 e Scilli vicino a Cartagine nel 180 le ordinò il proconsole; a Lione nel 177, le ordinò il governatore provinciale. Quando l'imperatore Nerone condannò a morte i cristiani per il loro presunto coinvolgimento nell'incendio del 64, lo fece in modo locale: non oltre i confini della città di Roma. Queste prime persecuzioni erano certamente violente, ma sporadiche, brevi e limitate in estensione, rappresentando una minaccia limitata per il cristianesimo nel suo insieme. La molta capricciosità delle azioni ufficiali, però, fece diventare la paura della persecuzione dello Stato molto presente nell'immaginario cristiano.
Nel III secolo, l'andamento cambiò. Gli imperatori diventarono più attivi e i funzionari del governo iniziarono a perseguire attivamente i cristiani, piuttosto che limitarsi solamente a rispondere alla volontà della folla. Anche il cristianesimo cambiò. I suoi praticanti non erano più semplicemente appartenenti "alle classi sociali più basse con il solo scopo di creare il malcontento"; alcuni cristiani erano ormai ricchi, o appartenenti alle classi sociali superiori. Origene, scrivendo circa nel 248, racconta che "la moltitudine di persone diventata fedele, [comprende] anche i ricchi e le persone in posizioni di onore, e le signore di alta raffinatezza e nascita". La reazione ufficiale si fece più rigorosa. Nel 202, secondo la Historia Augusta, una storia del IV secolo di dubbia affidabilità, Settimio Severo (193-211) emise un editto generale ostile nel quale vietava la conversione sia al cristianesimo sia all'ebraismo. Massimino Trace prese di mira i leader cristiani. Decio (249-51), imponendo a tutti i sudditi di dimostrare di non essere cristiani, proclamò che tutti gli abitanti dell'impero dovessero sacrificare agli dei, mangiare carne sacrificale, e testimoniare a questi atti. I cristiani erano ostinati nella loro inadempienza. I dirigenti della Chiesa, come Fabiano, vescovo di Roma, e Babila, vescovo di Antiochia, furono arrestati, processati e giustiziati, subirono lo stesso trattamento anche alcuni membri del laicato cristiano, come Pionio di Smirne. Il teologo cristiano Origene fu torturato durante la persecuzione e morì circa un anno dopo per le ferite conseguenti.
La persecuzione di Decio costituì un grave colpo per la Chiesa. A Cartagine, si verificò l'apostasia di massa (la rinuncia della fede). A Smirne, il vescovo, Euctemon, sacrificò (agli dei pagani) e incoraggiò gli altri a fare lo stesso. Perché la Chiesa era stata in gran parte urbana, avrebbe dovuto essere facile identificare, isolare e distruggere la gerarchia della Chiesa. Questo non successe. Nel giugno del 251, Decio morì in battaglia, lasciando la sua persecuzione incompleta. Le sue persecuzioni non furono continuate per altri sei anni, permettendo ad alcune funzioni della Chiesa di riprendere. Valeriano, amico di Decio, diventò imperatore nel 253. Sebbene fosse creduto inizialmente "eccezionalmente amichevole" verso i cristiani, le sue azioni presto mostrarono il contrario. Nel luglio del 257, emise un nuovo editto persecutorio. Come punizione per seguire la fede cristiana, i cristiani avrebbero dovuto scontare l'esilio o la condanna alle miniere. Nel mese di agosto del 258, emise un secondo editto, stavolta mettendo la morte come pena. Anche questa persecuzione entrò in fase di stallo nel giugno del 260, quando Valeriano fu catturato in battaglia e giustiziato. Suo figlio, Gallieno (260-68), concluse la persecuzione e inaugurò quasi 40 anni di libertà da sanzioni ufficiali, un periodo lodato da Eusebio come la "piccola pace della Chiesa". La pace continuò indisturbata, salvo occasionali persecuzioni isolate, fino a che Diocleziano divenne imperatore.

### Persecuzione e ideologica sotto la tetrarchia

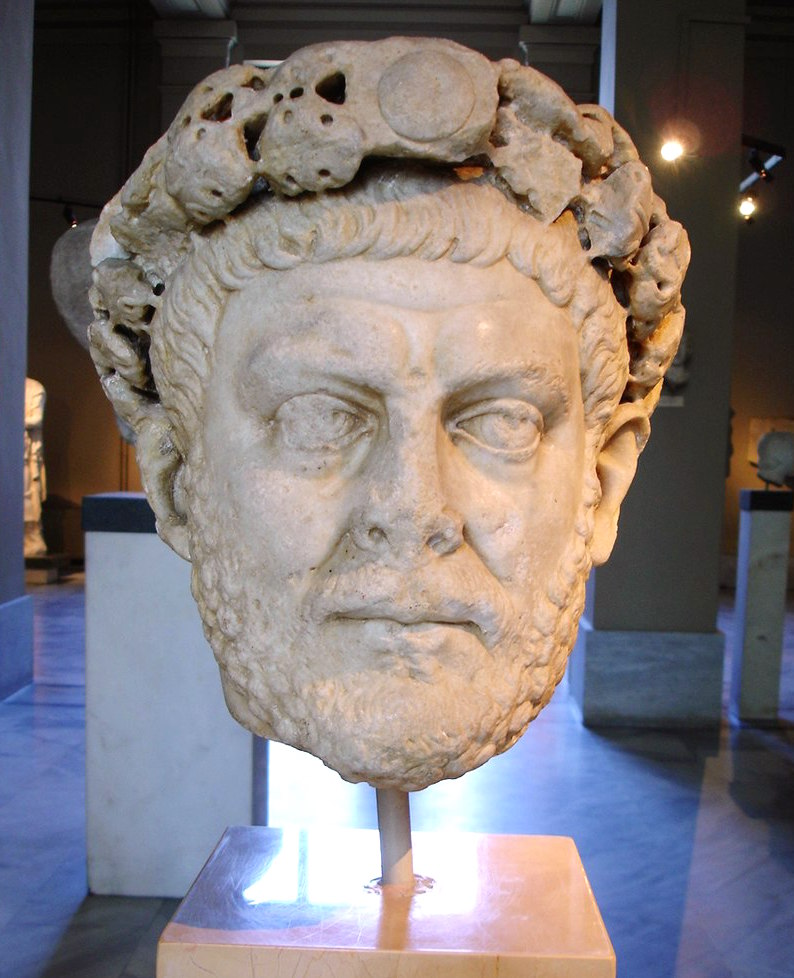
Statua di Diocleziano da Costantinopoli

Diocleziano, acclamato imperatore il 20 novembre 284, fu un conservatore in ambito religioso, fedele al tradizionale culto romano. A differenza di Aureliano (270–75), Diocleziano non favorì alcun nuovo culto di sé stesso. Preferì gli dei più antichi, gli dei dell'Olimpo. Tuttavia, Diocleziano volle ispirare una rinascita religiosa in generale. Il panegirico rivolto a Massimiano dichiarava: 
Come parte dei suoi piani per il rilancio della religione, Diocleziano investì negli edifici religiosi. Un quarto di tutte le iscrizioni riferite alle riparazioni di templi in Nord Africa tra il 276 e il 295 risalgono al regno di Diocleziano. Egli associava sé stesso con il capo del Pantheon romano, Giove, mentre il suo co-imperatore Massimiano, associava sé stesso a Ercole. Questa connessione tra Dio e l'imperatore aiutò a legittimare le pretese di potere degli imperatori e accoppiava il governo imperiale con il culto tradizionale.
Diocleziano non insistette sul culto esclusivo di Giove e di Ercole, che sarebbe stato un drastico cambiamento nella tradizione pagana.

### Supporto pubblico
Le comunità cristiane crebbero rapidamente in molte parti dell'impero (soprattutto in Oriente) dopo il 260, data in cui Gallieno portò la pace nella Chiesa. I dati per calcolare le cifre sono quasi inesistenti, ma lo storico e sociologo Keith Hopkins ha dato stime grezze e sperimentali per la popolazione cristiana nel III secolo. Hopkins stima che la comunità cristiana sia cresciuta da una popolazione di 1,1 milioni nel 250 a una popolazione di 6 milioni nel 300, pari a circa il 10% della popolazione totale dell'Impero romano. I cristiani si moltiplicarono anche in campagna, dove prima non erano mai stati numerosi. Le chiese nella parte finale del III secolo non erano più tanto modeste quanto lo erano state nel primo e nel secondo secolo. Grandi chiese erano evidenti in varie grandi città in tutto l'impero. La chiesa di Nicomedia, era persino su una collina che dominava il palazzo imperiale. Queste nuove chiese probabilmente rappresentavano non solo l'enorme crescita della popolazione cristiana, ma anche il crescente benessere della comunità cristiana. In alcune zone dove i cristiani erano influenti, come il Nord Africa e l'Egitto, le divinità tradizionali continuavano a perdere credibilità.
Non si sa quanto sostegno ci fu per la persecuzione all'interno dell'aristocrazia. Dopo la pace di Gallieno, i cristiani avevano raggiunto alti gradi nel governo romano. Diocleziano stesso promosse vari cristiani a quelle cariche, e sua moglie e sua figlia potrebbero essere state simpatizzanti della Chiesa. C'erano molti individui volenterosi di diventare martiri, e anche molti provinciali disposti a ignorare qualsiasi editto persecutorio degli imperatori. Anche Costanzo Cloro era noto per aver disapprovato le politiche persecutorie. Le classi inferiori dimostravano solo una piccola parte dell'entusiasmo che avevano dimostrato per le persecuzioni precedenti. Esse non credevano più alle accuse infamanti che erano popolari nel I e II secolo. Forse, come lo storico Timothy Barnes ha suggerito, la Chiesa, ormai stabile e radicata da molto tempo, era diventata parte integrante della loro vita.
Presso i più alti ranghi dell'amministrazione imperiale, tuttavia, c'erano uomini che erano ideologicamente contrari alla tolleranza dei cristiani, come il filosofo Porfirio di Tiro, e Sosiano Ierocle, governatore della Bitinia. Per E.R. Dodds, le opere di questi gli uomini hanno dimostrato "l'alleanza degli intellettuali pagani con l'Establishment". Ierocle reputava assurde le credenze cristiane. Se i cristiani avessero applicato i loro principi applicati in modo coerente, affermava, avrebbero pregato Apollonio di Tiana, invece di Gesù. I miracoli di Apollonio erano stati molto più impressionanti e Apollonio non aveva mai avuto il coraggio di chiamare sé stesso "Dio". Le Scritture sono piene di "menzogne e contraddizioni"; Pietro e Paolo avevano spacciato falsità. All'inizio del IV secolo, un filosofo non identificato pubblicò un piccolo trattato nel quale attaccava i cristiani. Questo filosofo, che potrebbe essere stato un allievo di Giamblico tra i neoplatonici, aveva cenato più volte presso la corte imperiale. Diocleziano stesso era circondato da anti-cristiani.

## Prime persecuzioni

### Cristiani nell'esercito

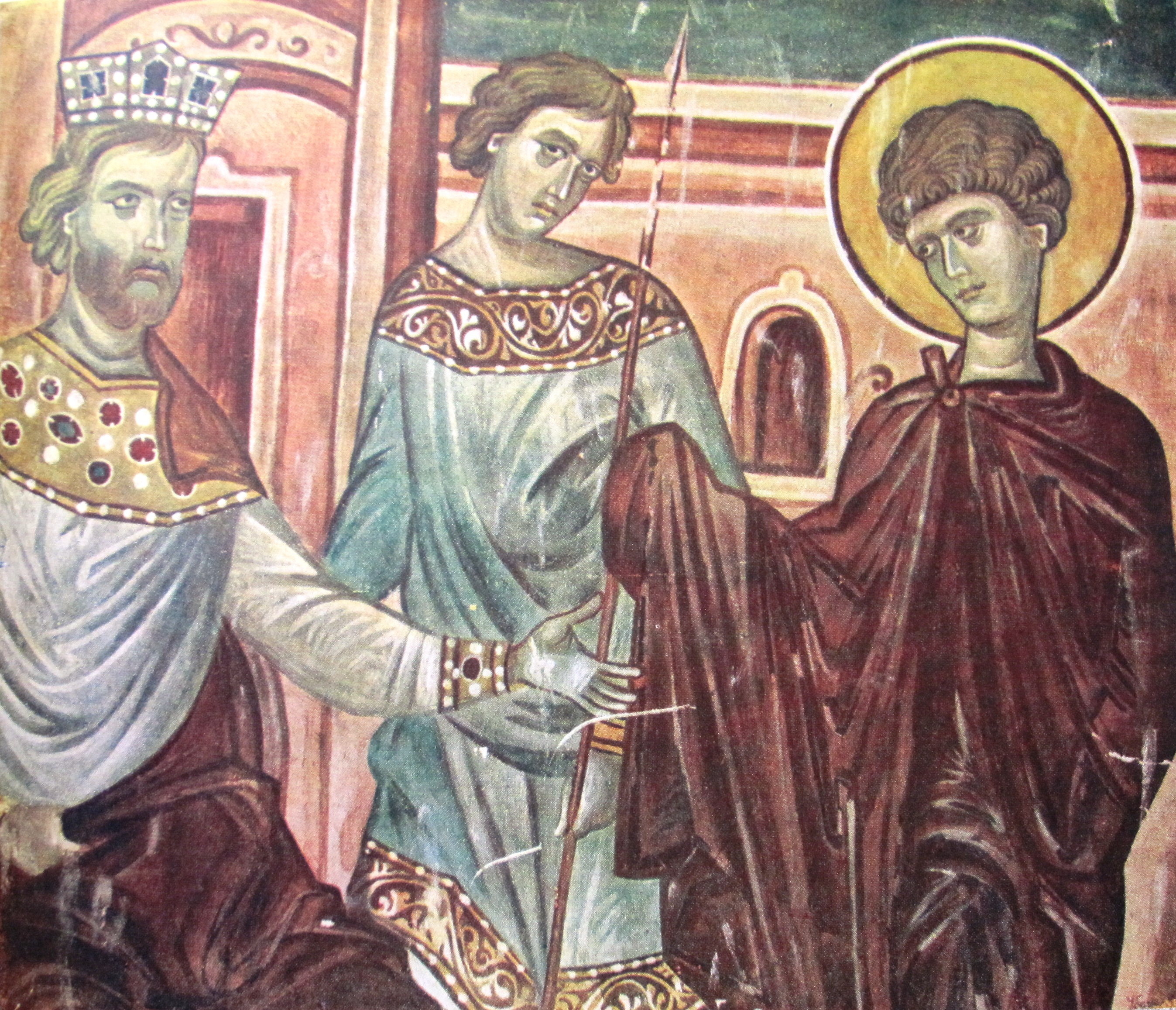
San Giorgio di fronte a Diocleziano. Murale del XIV secolo da Ubisi, Georgia. La tradizione cristiana colloca il martirio di San Giorgio, in precedenza un ufficiale dell'esercito romano, nel corso del regno di Diocleziano.

A conclusione delle guerre persiane nel 299, i co-imperatori Diocleziano e Galerio viaggiarono dalla Persia alla Antiochia Sirana (Antakya). Il retore cristiano Lattanzio mise per iscritto che ad Antiochia gli imperatori erano impegnati in sacrificio e divinazione, nel tentativo di prevedere il futuro. Gli aruspici, coloro che presagivano il futuro basandosi sulle viscere degli animali sacrificati, non erano in grado di leggere gli animali sacrificati e non riuscirono a farlo nemmeno dopo ripetute prove. Il maestro aruspice infine dichiarò che questo fallimento era il risultato di interruzioni nel processo causate da uomini profani. Alcuni cristiani nella famiglia imperiale erano stati osservati mentre facevano il segno della croce durante le cerimonie e furono accusati di aver interrotto la divinazione dei aruspici. Diocleziano, infuriato da questa piega presa dagli avvenimenti, dichiarò che tutti i membri della corte dovevano offrire sacrifici. Diocleziano e Galerio inviarono anche lettere al comando militare, chiedendo che l'intero esercito eseguisse i sacrifici e che in caso contrario fosse licenziato.. Dal momento che non ci sono segnalazioni di spargimento di sangue nel racconto di Lattanzio, i cristiani nella famiglia imperiale devono essere sopravvissuti all'evento.
Eusebio di Cesarea, uno storico ecclesiastico contemporaneo, racconta una storia simile: fu detto ai comandanti di dare ai propri soldati la possibilità di scegliere fra il sacrificare (agli dei pagani) o perdere l'incarico. Queste condizioni erano severe: un soldato avrebbe perso la sua carriera militare, la sua pensione statale e i suoi risparmi personali, ma non fatali. Secondo Eusebio l'epurazione ebbe largamente successo, ma Eusebio è confuso circa gli aspetti tecnici della manifestazione e la sua caratterizzazione della dimensione complessiva dell'apostasia è ambigua. Eusebio, inoltre, attribuisce l'iniziativa dell'epurazione a Galerio, invece che a Diocleziano.
Lo studioso moderno Peter Davies ipotizza che Eusebio si stesse riferendo allo stesso evento al quale si riferiva Lattanzio, ma che aveva sentito dell'evento attraverso le voci pubbliche e non sapeva nulla di ciò che era avvenuto a corte, mentre Lattanzio lo sapeva. Dato che era l'esercito di Galerio a essere stato purgato, Diocleziano lasciò il suo esercito in Egitto per sedare le continue rivolte, gli Antiocheni avrebbero comprensibilmente creduto che l'artefice fosse stato Galerio. Lo storico David Woods sostiene, invece, che Eusebio e Lattanzio si riferiscano a eventi del tutto diversi. Eusebio, secondo Woods, descrive gli inizi della purificazione dell'esercito in Palestina, mentre Lattanzio descrive gli eventi a corte.. Woods afferma che il passaggio rilevante nel Chronicon di Eusebio fu danneggiato nella traduzione in latino e che il testo di Eusebio originariamente statuì gli inizi della persecuzione dell'esercito in un fortino a Betthorus (El-Lejjun, Giordania).
Sia Eusebio sia Lattanzio sia Costantino dichiararono che Galerio fu il primo promotore della purga militare e il suo primo beneficiario. . Diocleziano, a causa del suo grande conservatorismo religioso, aveva ancora tendenze verso la tolleranza religiosa. Barnes sostiene che Diocleziano fosse preparato a tollerare il cristianesimo. Egli, dopotutto, convisse con la Chiesa cristiana di Nicomedia, la moglie e la figlia, se non addirittura cristiane, almeno simpatizzavano per quel credo. Poi, col tempo, divenne sempre più intollerante grazie all'influenza di Galerio. Galerio, al contrario, era un pagano devoto e appassionato. Secondo le fonti cristiane, fu costui il principale sostenitore di tale persecuzione. Egli fu anche impaziente di sfruttare questa situazione a proprio vantaggio politico. Essendo l'imperatore di rango più basso, Galerio fu sempre elencato per ultimo nei documenti imperiali. Fino alla fine della guerra persiana nel 299, non aveva nemmeno avuto un grande palazzo. Egli era anche impaziente di sfruttare questa posizione per ottenere un vantaggio politico. Lattanzio afferma che Galerio bramasse una posizione più alta nella gerarchia imperiale. La madre di Galerio, Romula, era aspramente anti-cristiana, poiché lei era stata una sacerdotessa pagana in Dacia e detestava i cristiani perché evitavano le sue celebrazioni. Recentemente prestigioso e influente dopo le sue vittorie nella guerra persiana, Galerio potrebbe aver voluto compensare una precedente umiliazione ad Antiochia, in cui Diocleziano lo aveva costretto a camminare dietro la carovana imperiale, piuttosto che all'interno di essa. Il suo risentimento fece crescere il suo malcontento per le politiche ufficiali di tolleranza, dal 302 in poi, probabilmente sollecitò Diocleziano a emanare una legge contro i cristiani. Poiché Diocleziano era già circondato da consiglieri anti-cristiani, questi suggerimenti gli furono consigliati con molta insistenza.

### Persecuzione manicheana
Gli avvenimenti si calmarono dopo la persecuzione iniziale. Diocleziano rimase ad Antiochia per i successivi tre anni. Visitò l'Egitto una volta, durante l'inverno del 301-302, dove diede inizio al sussidio di grano per la disoccupazione ad Alessandria. In Egitto, alcuni manichei, seguaci del profeta Mani, furono denunciati alla presenza del proconsole d'Africa. Il 31 marzo 302, in un rescritto da Alessandria, Diocleziano, dopo aver consultato il proconsole per l'Egitto, ordinò che i manichei e i loro capi avrebbero dovuto essere bruciati vivi insieme alle loro Scritture. Questa era la prima volta in assoluto che una persecuzione imperiale chiedeva la distruzione di letteratura sacra. I manichei appartenenti alle classi sociali inferiori furono condannati a morte, mentre quelli che appartenevano alle classi sociali superiori furono mandati a lavorare nelle cave del Proconneso (Isola di Marmara) o nelle miniere di Phaeno. Tutte le proprietà manichee furono sequestrate e depositate nel tesoro imperiale.
Diocleziano trovava molte cose offensive nella religione manichea. La sua difesa dei culti tradizionali romani lo spinse a usare il linguaggio del fervore religioso. Il proconsole d'Africa trasmise a Diocleziano un'indagine ansiosa sui manichei. Alla fine di marzo 302, Diocleziano rispose: i manichei "hanno creato nuove e finora sconosciute sette in opposizione alle credenze più antiche in modo che essi possano scacciare le dottrine che ci furono date in passato dalla grazia divina, per il bene della propria dottrina depravata". Continuava: "la nostra paura è che con il passare del tempo, essi si adopereranno...per infettare...tutto il nostro impero...come con il veleno di un serpente maligno". Scrisse "L'antica religione non dovrebbe essere criticata da una appena creata". I cristiani dell'impero erano vulnerabili alla stessa linea di pensiero.

### Diocleziano e Galerio, 302-303
Diocleziano era ad Antiochia nell'autunno del 302, quando si verificò un esempio successivo di persecuzione. Il diacono Romano visitava un tribunale mentre sacrifici preliminari erano in corso e interruppe le cerimonie, denunciando l'atto a voce alta. Fu arrestato e condannato a essere bruciato vivo, ma Diocleziano annullò la decisione e decise, invece, di fargli tagliare la lingua. Il diacono Romano sarebbe stato giustiziato il 17 novembre 303. L'audacia di questo cristiano dispiacque a Diocleziano, e lasciò la città verso Nicomedia per passare lì l'inverno accompagnato da Galerio.
In tutti questi anni il didascalismo morale e religioso degli imperatori stava raggiungendo un livello febbricitante, ora, per volere di un oracolo, stava per raggiungere il suo picco. Secondo Lattanzio, Diocleziano e Galerio litigarono sulla politica imperiale verso i cristiani a Nicomedia nel 302. Diocleziano sosteneva che vietare ai cristiani di ottenere cariche amministrative o militari sarebbe stato sufficiente per placare gli dei, mentre Galerio premeva per il loro sterminio. I due uomini cercarono di risolvere la loro controversia con l'invio di un messaggero per consultare l'oracolo di Apollo a Didima.. Anche Porfido potrebbe essere stato presente a questo incontro. Al suo ritorno il messaggero disse alla corte che "il male sulla terra" ostacolava la capacità di Apollo di parlare. Questo "male", Diocleziano fu informato dai membri della corte, potrebbe riferirsi solo ai cristiani dell'impero. Persuaso dalla propria corte, Diocleziano accettò le richieste di una persecuzione universale.

## Grande persecuzione

### Primo editto

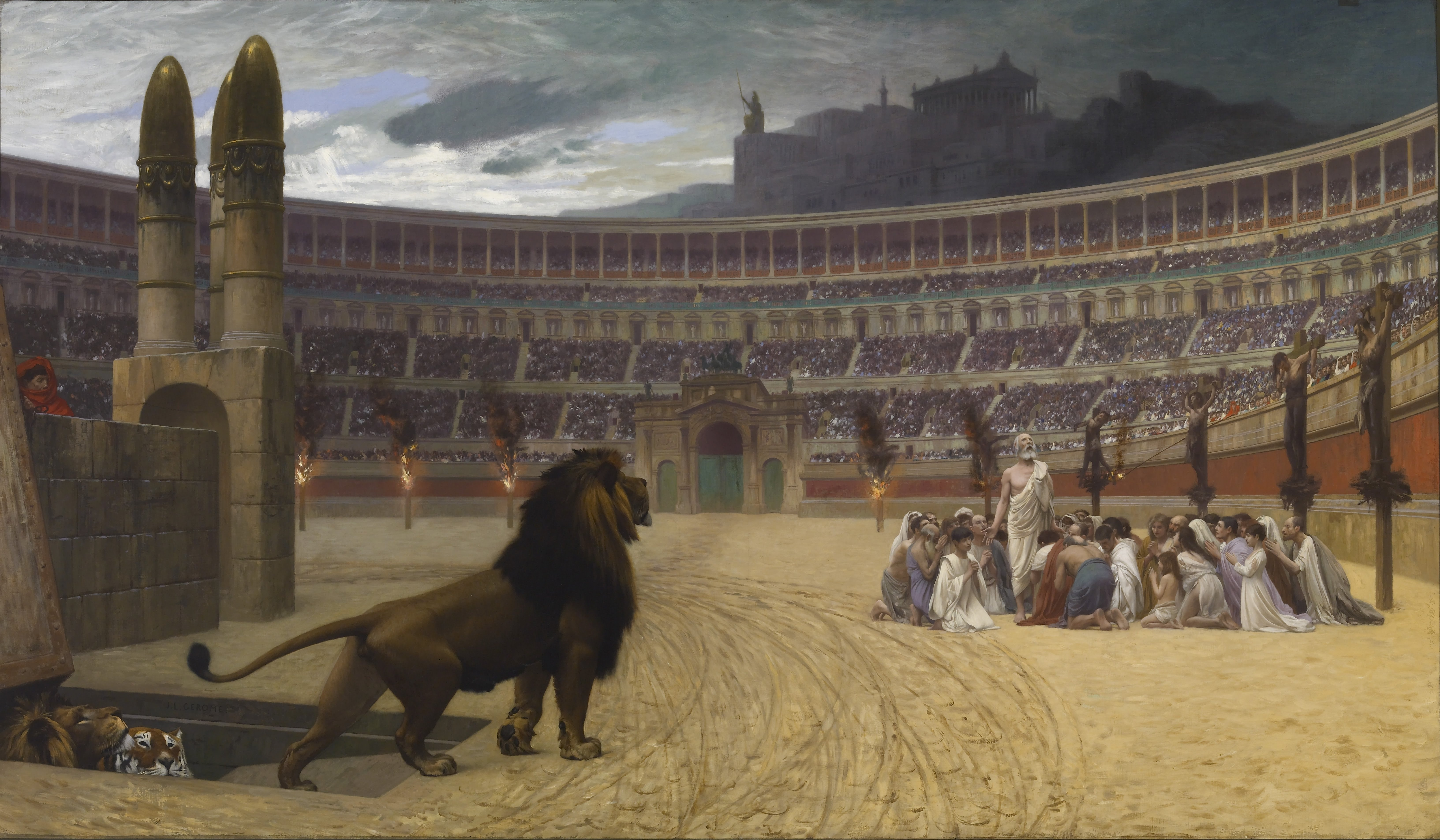
L'ultima preghiera dei martiri cristiani, di Jean-Léon Gérôme (1883)

Il 23 febbraio 303, Diocleziano ordinò la distruzione totale della chiesa cristiana di nuova costruzione a Nicomedia e fece bruciare le scritture lì contenute e saccheggiare i suoi tesori. Il 23 febbraio ci fu la festa Terminalia, in onore di Termine, il dio dei confini, giorno in cui il cristianesimo avrebbe dovuto essere estinto. Il giorno dopo il primo "editto contro i cristiani" di Diocleziano fu pubblicato. Gli obiettivi principali di questa normativa erano, come lo erano stati durante la persecuzione di Valeriano, le proprietà dei cristiani e gli esponenti religiosi. L'editto ordinò la distruzione delle scritture cristiane, dei libri liturgici e dei luoghi di culto in tutto l'Impero, e proibì ai cristiani di radunarsi per il culto. I cristiani furono privati anche del diritto di petizione ai tribunali, cosa che li rendeva potenziali oggetti della tortura giudiziaria; i cristiani non potevano rispondere alle cause intentate contro di loro in tribunale. Infine i senatori cristiani, gli equites, i decurioni, i veterani, e i soldati furono privati dei loro ranghi, e i liberti imperiali furono nuovamente ridotti in schiavitù.
Diocleziano chiese che l'editto fosse perseguito "senza spargimento di sangue", opponendosi a Galerio che voleva che tutti coloro che rifiutavano di sacrificare (agli dei pagani) fossero bruciati vivi. A dispetto della richiesta di Diocleziano, i giudici locali spesso applicarono esecuzioni durante la persecuzione, poiché la pena capitale era tra i loro poteri discrezionali. Il consiglio di Galerio (di bruciarli vivi) diventò un metodo comune per l'esecuzione dei cristiani in Oriente. Dopo che l'editto fu pubblicato a Nicomedia, un uomo di nome Euzio lo strappò e lo fece a pezzi, gridando "Ecco questo è il successo che hai fra i Gotici e i Sarmati!". Poco dopo fu arrestato per tradimento, torturato e bruciato vivo, diventando il primo martire dell'editto. Le disposizioni dell'editto erano conosciute e applicate in Palestina da marzo o aprile (appena prima di Pasqua), ed erano in uso da parte di funzionari locali in Nord Africa da maggio o giugno; il primo martire a Cesarea fu il 7 giugno. L'editto entrò in vigore a Cirta il 19 maggio.

### Secondo editto
Nell'estate del 303, in seguito a tutta una serie di ribellioni a Melitene (Malatya, Turchia) e in Siria, venne pubblicato un secondo editto, che ordinava l'arresto e la detenzione di tutti i vescovi e i sacerdoti. Secondo lo storico Roger Rees, non vi era alcuna necessità logica per questo secondo editto; Diocleziano lo aveva emesso perché era inconsapevole del fatto che il primo editto fosse in corso o perché pensava che il primo editto non stesse funzionando abbastanza velocemente. A causa della pubblicazione del secondo editto, le carceri cominciarono a riempirsi: il sistema carcerario sottosviluppato del tempo non poteva gestire tutti i diaconi, i lettori, i sacerdoti, i vescovi, e gli esorcisti che venivano arrestati. Eusebio scrive che l'editto aveva portato all'arresto di così tanti sacerdoti, da far riempire le carceri al punto di dover arrivare a rilasciare criminali comuni perché non c'era più spazio.

### Terzo editto
In previsione dell'incombente ventesimo anniversario del suo regno il 20 novembre 303, Diocleziano dichiarò un'amnistia generale in un terzo editto. Ogni sacerdote imprigionato sarebbe stato liberato se avesse accettato di fare un sacrificio agli dei. Diocleziano probabilmente con questo editto stava cercando di farsi un po' di buona pubblicità. Però potrebbe anche averlo fatto per cercato di frantumare la comunità cristiana, pubblicizzando il fatto che il suo clero aveva apostatato (ossia rinnegato il cristianesimo).
La richiesta di sacrificare agli dei pagani era inaccettabile per molti dei prigionieri, ma i custodi spesso riuscirono a ottenere almeno la conformità nominale. Alcuni membri del clero sacrificarono volentieri, altri lo fecero a causa del dolore della tortura. Eusebio, nella sua opera Martiri della Palestina, riporta il caso di un uomo a cui, dopo averlo portato doni a un altare sacrificale, presero a forza le mani per fargli compiere il sacrificio. Il suo atto di sacrificio fu riconosciuto dal sacerdote e di conseguenza fu liberato sommariamente.

### Quarto editto
Nel 304, il quarto editto ordinò a tutte le persone, uomini, donne e bambini, di raccogliersi in uno spazio pubblico e di offrire un sacrificio collettivo. Se si fossero rifiutati, sarebbero stati giustiziati. La data precisa dell'editto è sconosciuta, ma probabilmente fu emesso nel gennaio o nel febbraio del 304, e venne applicato nei Balcani a marzo.
L'editto fu applicato a Tessalonica (Salonicco, Grecia) nel mese di aprile 304, in Palestina poco dopo. Questo ultimo editto fu applicato solo in parte nei domini di Massimiano e Costanzo. In Oriente rimase applicabile fino al rilascio dell'Editto di Milano da parte di Costantino e Licinio nel 313.

### Rinunce, instabilità e rinnovata tolleranza, 305-311
Diocleziano e Massimiano si dimisero il 1º maggio 305. Costanzo Cloro e Galerio divennero Augusti (imperatori anziani), mentre due nuovi imperatori, Flavio Severo e Massimino Daia, divennero Cesari (imperatori giovani). Secondo Lattanzio, Galerio aveva forzato la mano di Diocleziano nella materia, e aveva assicurato la nomina di amici leali all'ufficio imperiale. In questa "seconda tetrarchia", sembra che solo gli imperatori orientali, Galerio e Massimino, abbiano continuato con la persecuzione. Mentre abbandonavano l'incarico, Diocleziano e Massimiano probabilmente immaginavano che il cristianesimo fosse lì per morire: le Chiese erano state distrutte, la gerarchia della Chiesa era stata fortemente perseguita, e l'esercito e il servizio civile erano stati depurati (dai cristiani). Eusebio dichiara che gli apostati della fede erano "innumerevoli" (μυρίοι) in numero. In un primo momento, la nuova tetrarchia sembrava ancora più forte della prima. Massimino, in particolare, era impaziente di perseguitare. Nel 306 e 309, egli pubblicò i suoi editti con i quali esigeva un sacrificio universale. Eusebio accusa anche Galerio di insistere con le persecuzioni.
In Occidente, invece, stava per crollare ogni intento di repressione della tetrarchia. Costantino, figlio di Costanzo Cloro, e Massenzio, figlio di Massimiano, furono trascurati nella successione dei Diocleziani, cosa che offese i genitori e fece arrabbiare i figli: Costantino, contro la volontà di Galerio, successe al padre il 25 luglio 306, morto nei pressi di York.
Egli concluse immediatamente le persecuzioni in corso e offrì ai cristiani la piena restituzione di ciò che avevano perso durante la persecuzione. Questa dichiarazione diede a Costantino l'occasione di ritrarre sé stesso come un possibile liberatore dei cristiani oppressi in tutto il mondo.
Massenzio, nel frattempo, aveva preso con la forza Roma il 28 ottobre del 306, e ben presto portò la tolleranza a tutti i cristiani nel suo regno. Galerio fece due tentativi di spodestare Massenzio, ma fallì entrambe le volte. Durante la prima campagna contro Massenzio, Severo, il cesare designato da Costanzo Cloro e dunque legittimo successore al soglio di augusto, fu catturato, imprigionato e giustiziato.

### La pace di Galerio e l'editto di Milano

#### L'editto di Serdica
In Oriente, la persecuzione fu ufficialmente terminata il 30 aprile 311, anche se i martirii a Gaza proseguirono fino al 4 maggio. Galerio, sul punto di spirare, emanò un proclama di cessazione delle ostilità, e concesse ai cristiani il diritto di praticare la propria religione senza il timore di essere uccisi, e di riunirsi in tranquillità. La persecuzione era pertanto giunta alla fine. Lattanzio preserva il testo latino di questo pronunciamento, descrivendolo come se fosse un editto. Eusebio fornisce una traduzione in greco di questo pronunciamento. La sua versione include titoli imperiali e un indirizzo ai provinciali, suggerendo che questa proclamazione è di fatto una lettera imperiale. Il documento sembra essere entrato in vigore solo nelle province di Galerio.
(Eusebio di Cesarea, Storia Ecclesiastica, VIII, 17, 3-10, ed. E. Schwartz, vol. 2 (Leipzig 1905); trad. di Giovanni Lo Castro in Id., Storia Ecclesiastica, vol. 2 (Roma 2005), pp. 180-181)
(Lattanzio, De Mortibus Persecutorum, XXXIV, 1-5, qtd. and tr. in Potter, 355–56. See Clarke, 656–57, for a translation from J.L. Creed.)
Le parole di Galerio rinforzano le basi teologiche della tetrarchia per la persecuzione; gli atti non erano nulla di più del tentativo di rinforzare le pratiche civiche e religiose tradizionali, anche se gli editti stessi erano non tradizionali. Galerio non fa nulla per violare lo spirito della persecuzione "i Cristiani sono ancora ammoniti perché anticonformisti e per le loro pratiche folli", e infatti, Galerio non ammette mai di aver commesso qualcosa di sbagliato.
 L'ammissione che il Dio dei cristiani potrebbe esistere è fatta solo di malavoglia. Alcuni storici di inizio XX secolo hanno dichiarato che l'editto di Galerio rese nulla definitivamente la vecchia "formula legale" non licet esse Christianos, rese il cristianesimo una religio licita, "al pari con il giudaismo", e tutelò le proprietà dei cristiani, tra le altre cose.
Non tutti sono stati così entusiasti. Lo storico ecclesiastico del XVII secolo Tillemont definì l'editto "insignificante"; lo studioso contemporaneo Timothy Barnes mise in cautela sul fatto che la "novità o l'importanza della misura [di Galerio] non dovrebbe essere sovrastimata". Barnes nota che la legislazione di Galerio non fece altro che concedere in Oriente ai cristiani diritti che già erano stati concessi loro in Italia e in Africa. In Gallia, Spagna, e Britannia, tuttavia, i cristiani avevano già ottenuto diritti maggiori di quelli che Galerio stava concedendo ai cristiani orientali. Altri studiosi contemporanei, come Graeme Clark e David S. Potter, asseriscono che, per tutta la sua copertura, la promulgazione dell'editto da parte di Galerio segna una pietra miliare nella storia del cristianesimo e dell'Impero romano.

#### L'editto di Milano
La legge di Galerio non rimase a lungo in vigore nel distretto di Massimino. Sette mesi dopo la promulgazione della legge di Galerio, Massimino riprese la persecuzione. La persecuzione sarebbe proseguita nel distretto di Massimino fino al 313, anno in cui perì. In un incontro tra Licinio e Costantino a Milano nel febbraio 313, i due imperatori cominciarono a discutere sui termini di una pace universale. I termini di questa pace furono pubblicati dal vittorioso Licinio a Nicomedia il 13 giugno 313. Questo documento divenne poi noto come "Editto di Milano".

## Variazione regionale

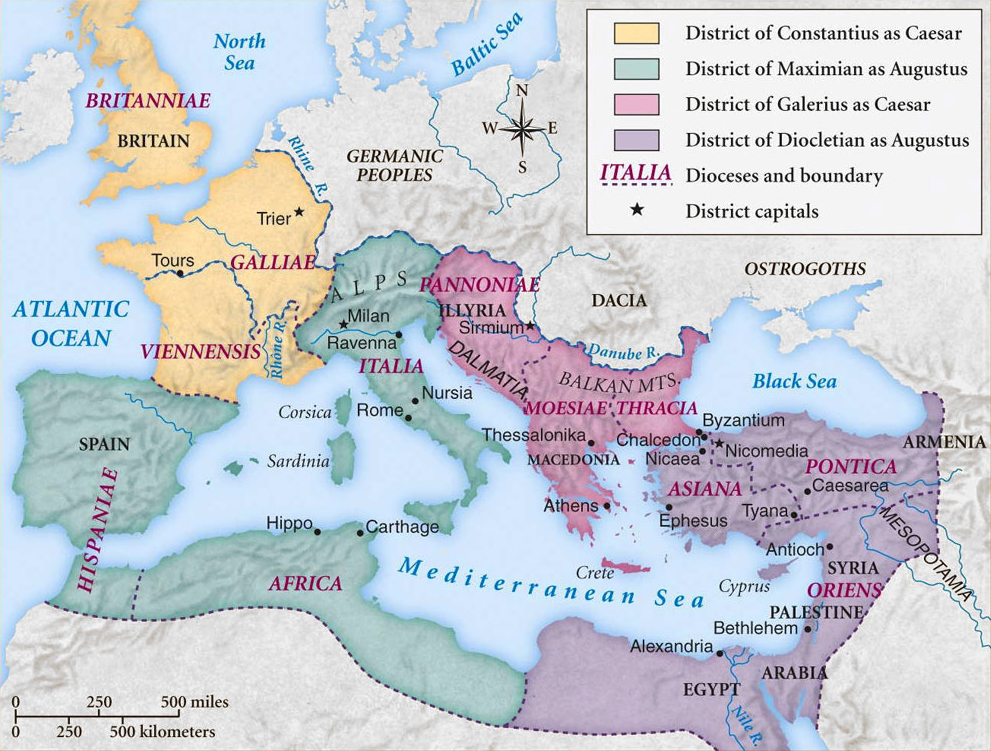
Mappa dell'Impero romano sotto la tetrarchia, che mostra le divisioni e le aree di influenza dei quattro tetrarchi

L'applicazione delle disposizioni persecutorie fu incoerente fra regione e regione. Poiché i tetrarchi erano quasi totalmente sovrani nei loro regni, essi potevano applicare o meno, più o meno rigorosamente, la politica persecutoria a loro discrezione. Nel regno di Costanzo (Gran Bretagna e Gallia), la persecuzione fu, al più, applicata solo debolmente; nel regno di Massimiano (Italia, Spagna e Africa), fu applicata con maggiore rigore, e in Oriente, sotto Diocleziano (Asia Minore, Siria, Palestina ed Egitto) e Galerio (Grecia e Balcani), le sue disposizioni furono applicate con più fervore che altrove. Per le province orientali, Peter Davies compilò una tabella del numero totale di martiri per un articolo sul Journal of Theological Studies. Davies sosteneva che le cifre, anche se basate sulle collezioni di acta che erano incomplete e solo parzialmente affidabili, permettono di dedurre che la persecuzione fu più dura sotto Dioclezaino che sotto Galerio. Lo storico Simon Corcoran, in un passaggio sulle origini dei primi editti di persecuzione, criticò l'eccessivo affidamento di Davies su questi documenti sul martirio dubbi e ha respinto le sue conclusioni.

### Britannia e Gallia
Le fonti mostrano incongruenze per quanto riguarda la portata della persecuzione nel dominio di Costanzo, anche se tutte la riportano come abbastanza limitata. Lattanzio afferma che la distruzione delle Chiese fu la cosa peggiore che dovettero subire i cristiani nei domini di Costanzo. Eusebio nega esplicitamente che delle chiese furono distrutte sia nella Storia Ecclesiastica sia nella Vita di Costantino, ma elenca la Gallia come un'area sofferente per gli effetti della persecuzione nella sua Martiri della Palestina. Un gruppo di vescovi dichiarò che la "Gallia era immune" (immunis est Gallia) dalle persecuzioni sotto Costanzo. Il martirio di Sant'Albano, primo martire cristiano britannico, era un tempo datato a questa epoca, ma ora i più lo datano al regno di Settimio Severo. Il secondo, terzo e quarto editto non sembrano essere stati applicati in Occidente. È possibile che la politica relativamente tollerante di Costanzo fu il risultato di gelosie tra tetrarchi; la persecuzione, dopo tutto, era stato il progetto degli imperatori orientali, non di quelli occidentali. Dopo che Costantino succedette al padre nel 306, dispose il recupero della proprietà della Chiesa persa durante la persecuzione, e legiferò piena libertà di culto per tutti i cristiani nel suo dominio.

### Africa
Mentre la persecuzione sotto Costanzo fu relativamente leggera, non vi è dubbio che la persecuzione fu condotta in modo rigoroso nei domini di Massimiano. I suoi effetti sono registrati a Roma, Sicilia, Spagna, e in Africa—infatti, Massimiano incoraggiò un'applicazione più rigorosa dell'editto in Africa. L'élite politica dell'Africa insisteva con molto vigore che la persecuzione andasse condotta con rigore, e i cristiani dell'Africa, soprattutto in Numidia, erano altrettanto insistenti nel resistere a esse. Per i Numidi, consegnare le scritture era un atto di terribile apostasia. L'Africa è stata per lungo sede della "Chiesa dei martiri"—in Africa, i martiri detenevano un'autorità religiosa superiore di quella del clero—e rappresentarono un tipo di cristianesimo particolarmente intransigente, fanatico, e legalistico. Fu l'Africa che fornì all'Occidente il maggior numero di martiri.
L'Africa aveva fornito martiri persino negli anni immediatamente precedenti alla Grande Persecuzione. Nel 298, Massimiliano, un soldato di Tebessa, era stato processato per essersi rifiutato di seguire la disciplina militare; in Mauretania, sempre nel 298, il soldato Marcello rifiutò il suo bonus nello stipendio e si tolse la sua uniforme in pubblico. Una volta cominciate le persecuzioni, le autorità pubbliche fecero valere sempre di più la propria autorità. Anullino, proconsole d'Africa, espanse l'editto, decidendo che, oltre a distruggere le scritture e le chiese cristiane, il governo avrebbe dovuto costringere i cristiani a sacrificare agli dei. Il governatore Valerio Floro applicò la stessa politica particolarmente rigorosa in Numidia durante l'estate o l'autunno del 303, quando ordinò "giorni di incendio di incenso"; i cristiani avrebbero dovuto sacrificare agli dei pagani o in caso contrario avrebbero perso le proprie vite. In aggiunta ai martiri già menzionati, altri martiri africani furono Saturnino e i Martiri di Abitina, un altro gruppo che subì il martirio il 12 febbraio 304 a Cartagine, e i martiri di Milevis (Mila (Algeria)).
Le persecuzioni condotte in Africa incoraggiò inoltre lo sviluppo del donatismo, un movimento scismatico che vietava ogni compromesso con il governo romano o con vescovi traditores (dal latino tradere, consegnare; coloro che avevano consegnato le scritture ad autorità secolari). Uno dei momenti chiave della rottura con la Chiesa ufficiale ebbe luogo a Cartagine nel 304. I cristiani da Abitinae erano stati condotti in città e imprigionati. Amici e parenti dei prigionieri vennero a visitarli, ma incontrarono resistenza da una folla locale. Il gruppo fu picchiato e il cibo che essi avevano portato per i loro amici imprigionati fu gettato al suolo. La folla era stata inviata da Mensurio, vescovo della città, e da Ceciliano, il suo diacono, per ragioni che rimangono oscure. Nel 311, Ceciliano fu eletto vescovo di Cartagine. I suoi avversari lo accusarono che la sua traditio lo avesse reso indegno della carica, e proclamarono vescovo un altro candidato, Maiorino. Molti altri in Africa, inclusi gli Abitiniani, sostennero Maiorino contro Ceciliano. Il successore di Maiorino Donato avrebbe dato al movimento dissidente il suo nome. Al tempo in cui Costantino prese la provincia, la chiesa africana era profondamente divisa. I donatisti non si sarebbero riconciliati con la Chiesa cattolica fino a oltre il 411.

### Italia e Spagna
Massimiano probabilmente sequestrò le proprietà dei cristiani a Roma abbastanza agevolmente — cimiteri romani erano evidenti, e i luoghi di incontro dei cristiani potevano essere facilmente trovati. Il vescovo della città, Marcellino, sembra non essere mai stato imprigionato, tuttavia, fatto che ha condotto alcuni studiosi a ritenere che Massimiano non rafforzò l'ordine di arrestare clero nella città. Altri asseriscono che Marcellino fosse un traditor. Marcellino compare nella depositio episcoporum della Chiesa del IV secolo ma non il suo feriale, o calendario delle feste, dove tutti i predecessori di Marcellino da Fabiano in poi erano stati elencati— una strana assenza, secondo lo studioso John Curran. Nel giro di quarant'anni, i donatisti cominciarono a spargere i sospetti che Marcellino era stato un traditor, e che addirittura avrebbe sacrificato agli dei pagani. Il racconto fu incorporato nel falso del V secolo, il 'Concilio di Sinuessa', e nella vita Marcelli del Liber Pontificalis. Quest'ultima opera afferma che il vescovo avrebbe apostatato la fede, ma che poi si sarebbe redento tramite il martirio alcuni giorni dopo.
Ciò che segui all'atto di traditio di Marcellino, ammesso che sia veramente accaduto, non è chiaro. Sembra esserci stato una rottura nella successione episcopale, tuttavia. Marcellino sembra essere spirato il 25 ottobre 304, e (se aveva effettivamente apostatato) fu probabilmente espulso dalla Chiesa agli inizi del 303, ma il suo successore, Marcello, non fu consacrato fino al novembre o dicembre 306. Nel frattempo, due fazioni si contesero il potere nella Chiesa romana: la prima comprendeva i cristiani che avevano seguito le disposizioni degli editti per assicurarsi la propria sicurezza, la seconda (dei rigoristi) coloro che non intendevano accettare nessun compromesso con l'autorità secolare. Questi due gruppi si scontrarono per le strade, in scontri violenti, che provocarono alcune uccisioni. Marcello, un rigorista, rimosse ogni menzione di Marcellino dai registri della Chiesa, e rimosse il suo nome dalla lista ufficiale dei vescovi. Marcello stesso fu espulso dalla città, e perì in esilio il 16 gennaio 308.
Massenzio, nel frattempo, approfittò dell'impopolarità di Galerio in Italia (Galerio aveva introdotto tassazione per la città e i sobborghi di Roma per la prima volta nella storia dell'Impero) per proclamarsi Imperatore. Il 28 ottobre 306, Massenzio convinse la Guardia pretoriana ad appoggiarlo, ammutinarsi, e investirlo della porpora. Subito dopo la sua acclamazione, Massenzio dichiarò la fine della persecuzione, e la tolleranza per tutti i cristiani nel suo dominio. La notizia giunse fino in Africa, dove negli anni successivi un cristiano di Cirta poteva ancora ricordare la data precisa del ritorno della "pace". Massenzio, tuttavia, non permise la restituzione delle proprietà confiscate.
Il 18 aprile 308, Massenzio permise ai cristiani di tenere un'altra elezione per eleggere il vescovo cittadino, che fu vinta da Eusebio. Eusebio era tuttavia un moderato in una Chiesa ancora divisa. Eraclio, al capo della fazione rigorista, si oppose alla riammissione di chi aveva tradito la propria fede cercando un compromesso con il potere secolare. Seguirono degli scontri nelle strade, in seguito alle quali Massenzio esiliò le due fazioni dalla città, lasciando che Eusebio perisse in Sicilia il 21 ottobre. La carica rimase vacante per circa tre anni, fino a che Massenzio non permise un'altra elezione. Milziade fu eletto il 2 luglio 311, mentre Massenzio si preparava a confrontarsi in battaglia con Costantino. Massenzio, che stava fronteggiando una forte opposizione interna, accettò di restituire le proprietà cristiane confiscate. Milziade inviò due diaconi con lettere da Massenzio al prefetto di Roma, a capo della città, responsabile della pubblicazione degli editti imperiali in città, per assicurare che venissero eseguite. I cristiani africani stavano ancora recuperando le proprietà perdute ancora nel 312.
Al di fuori di Roma, ci sono ancora meno dettagli sicuri del progresso e degli effetti della persecuzione in Italia; ci sono non molti martirii sicuramente attestati nella regione. Gli Acta Eulpi registrano il martirio di Euplio a Catania, in Sicilia, un cristiano che aveva osato andare in giro con i vangeli, rifiutando di consegnarli. Euplio fu arrestato il 29 aprile 304, processato, e subì il martirio il 12 agosto 304. In Spagna il vescovo Ossio di Corduba avrebbe in seguito dichiarato di essere un confessor. Dopo il 305, anno in cui abdicarono Diocleziano e Massimiano e Constanzo divenne Augusto, non vi furono più persecuzioni attive in Occidente. Eusebio dichiara che la persecuzione durò "meno di due anni".
Dopo un breve scontro militare, Costantino sconfisse e uccise Massenzio nella battaglia di Ponte Milvio al di fuori di Roma il 28 ottobre 312. Entrò in città il giorno successivo, ma declinò di prendere parte nella tradizionale ascesa al Colle Capitolino al Tempio di Giove. L'esercito di Costantino aveva marciato a Roma con un simbolo cristiano. Era diventato, almeno ufficialmente, un esercito cristiano. La conversione apparente di Costantino fu confermata dal fatto che i vescovi venissero ammessi alla mensa dell'Imperatore, e molti progetti di costruzione di chiese cristiane cominciarono immediatamente dopo la sua vittoria. Il 9 novembre 312, i vecchi quartieri generali della Guardia a cavallo imperiale furono rasi al suolo per costruire la Basilica Laterana. Sotto il governo di Costantino, il cristianesimo fu protetto e favorito ufficialmente dall'Imperatore.

### Nicomedia
Prima la fine del febbraio 303, un incendio distrusse parte del palazzo imperiale. Galerio persuase Diocleziano che i colpevoli fossero cospiratori cristiani che avrebbero complottato con eunuchi di palazzo. Un'indagine venne condotta, ma nessun responsabile fu trovato. Seguirono delle esecuzioni. Gli eunuchi di palazzo Doroteo e Gorgonio vennero giustiziati. Un individuo, di nome Pietro, fu crudelmente giustiziato in modo atroce. Le esecuzioni proseguirono fino ad almeno al 24 aprile 303, quando sei individui, compreso il vescovo Antimo, vennero decapitati. La persecuzione si intensificò. Nuovi presbiteri e altri componenti del clero potevano essere arrestati senza essere stati accusati di un crimine, e giustiziati. Un secondo incendio comparve sedici giorni dopo il primo. Galerio lasciò la città, dichiarandola insicura. Diocleziano avrebbe fatto lo stesso qualche tempo dopo. Lattanzio accusò gli alleati di Galerio di aver provocato l'incendio; Costantino, in una tarda reminiscenza, avrebbe attribuito l'incendio a "fulmini dal cielo".
Lattanzio, ancora residente a Nicomedia, interpretò la persecuzione di Diocleziano come l'inizio dell'apocalisse. Gli scritti di Lattanzio durante la persecuzione mostrano sia durezza sia trionfalismo cristiano. La sua escatologia contrasta direttamente le rivendicazioni tetrarchiche di un "rinnovo". Diocleziano asseriva che aveva istituito una nuova era di pace e sicurezza; Lattanzio lo considerò come l'inizio di una rivoluzione cosmica.

## Esito
La persecuzione di Diocleziano fu fondamentalmente infruttuosa. Come uno storico moderno l'ha definita, era semplicemente "troppo poco e troppo tardi". I cristiani non sono mai stati sterminati sistematicamente in ogni parte dell'impero, e l'evasione cristiana minava continuamente l'applicazione delle disposizioni. Alcuni corruppero nella loro strada per la libertà. Il cristiano Copres fuggì per un cavillo: per evitare di sacrificare in tribunale, diede a suo fratello la carica di procuratore, e lo fece fare a lui. Molti semplicemente fuggirono. Eusebio, nella sua Vita Constantini, dichiarò che "una volta di più i campi e i boschi hanno ricevuto gli adoratori di Dio». Per i teologi contemporanei, non vi era alcun peccato in questo comportamento (nel fuggire). Lattanzio dichiarò che Cristo stesso lo aveva incoraggiato, e il vescovo Pietro di Alessandria citò Matteo 10:23 ("Quando vi perseguiteranno in una città, fuggite in un'altra"), a sostegno della tattica di fuggire.

### Partecipazione dei pagani
La folla pagana era più in sintonia con le sofferenze dei cristiani di quanto non fosse in passato. Lattanzio, Eusebio e Costantino scrissero di essere disgustati dagli eccessi dei persecutori. Costantino scriveva di essere stanco e disgustato dalle crudeltà che i carnefici avevano commesso.

### I martiri
La forza d'animo dei martiri di fronte alla morte aveva fatto guadagnare rispettabilità alla fede rispetto al passato, anche se probabilmente fece convertire poche persone. Il pensiero del martirio, tuttavia, sosteneva i cristiani sotto processo e in carcere, rendendo più robusta la loro fede. Legato indissolubilmente con la promessa della vita eterna, il martirio si dimostrava interessante per un segmento crescente della popolazione pagana che era, per citare Dodds, "innamorato della morte". Per utilizzare una celebre frase di Tertulliano, il sangue dei martiri è il seme della Chiesa.

### Periodo successivo
Nel 324, Costantino, il convertito cristiano, governò l'intero impero da solo. Il cristianesimo diventò il più grande beneficiario della liberalità imperiale. I persecutori erano stati sconfitti. Come lo storico J. Liebeschuetz scrisse: "Il risultato finale della Grande Persecuzione fornì una testimonianza della verità del cristianesimo che esso (il cristianesimo) non avrebbe potuto vincere in nessun altro modo". Dopo Costantino, la cristianizzazione dell'Impero romano sarebbe continuata a ritmo sostenuto. Sotto Teodosio I, il cristianesimo divenne la religione di Stato. Nel V secolo, il cristianesimo era la fede predominante dell'impero, e riempì lo stesso ruolo che paganesimo aveva avuto fino alla fine del III secolo. A causa della persecuzione, tuttavia, un certo numero di comunità cristiane fu diviso tra coloro che avevano rispettato le autorità imperiali (traditores) e coloro che avevano rifiutato di rispettarle. In Africa, i donatisti, che protestarono l'elezione del presunto traditor Ceciliano al vescovado di Cartagine, continuarono a resistere l'autorità della Chiesa centrale fino a dopo il 411. Le Melitians in Egitto lasciarono la Chiesa egiziana divisa in modo simile.

## Giudizio dei posteri
Nelle generazioni future, sia i cristiani sia i pagani avrebbero visto il periodo di Diocleziano come, nelle parole del teologo Henry Chadwick, "l'incarnazione della ferocia irrazionale". Per i cristiani medievali, Diocleziano era il più ripugnante di tutti gli imperatori romani. Dal IV secolo, i cristiani avrebbero descritto la "Grande persecuzione" del regno di Diocleziano, come un bagno di sangue. Il Liber Pontificalis, una raccolta di biografie di papi, dichiara che ci furono 17 000 martiri, all'interno di un singolo periodo di trenta giorni. Nel IV secolo i cristiani crearono un "culto dei martiri" in omaggio ai caduti.
Gli agiografi ritraevano una persecuzione molto più ampia di quella che era stata realmente e dei cristiani responsabili di questo culto lavorarono di fantasia con i fatti. Ritenevano che la loro "età eroica" di martiri, o "Era dei Martiri", fosse cominciata con l'adesione di Diocleziano alla carica di imperatore nel 284, invece che nel 303, quando le persecuzioni iniziarono effettivamente. Inoltre essi fabbricarono un gran numero di racconti di martiri (a dire il vero, la maggior parte dei racconti di martiri superstiti era falsa), esagerarono i fatti in altri e ricamarono i veri racconti con dettagli miracolosi. Fra i documenti sui martiri che ci sono pervenuti, solo quelli di Agnese, Sebastiano, Felice, Adautto, Marcellino e Pietro sono almeno lontanamente storici. Ci si interrogò su queste scritture tradizionali, quando Henry Dodwell, Voltaire e più famosamente Edward Gibbon si interrogarono sui racconti tradizionali dei martiri cristiani.

### Opinioni di Edward Gibbon e di GE
Nel capitolo finale del primo volume della sua Storia della decadenza e caduta dell'Impero romano (1776), Gibbon afferma che i cristiani avevano molto esagerato la portata delle persecuzioni subite.
Nel corso della sua storia, Gibbon implica che la Chiesa primitiva minava le virtù tradizionali romane e in tal modo compromise la salute della società civile. Quando Gibbon cercò di ridurre il numero dei martiri nella sua Storia, si pensò che avesse l'intenzione di sminuire la Chiesa e negare la storia sacra. Fu attaccato per la sua presunta irreligiosità di stampa. Lo studioso dei classici contemporaneo Richard Porson derise Gibbon, scrivendo che la sua umanità non dormiva mai, "a meno che quando le donne sono violentate o i cristiani perseguitati".
Alcuni storici successivi, tuttavia, enfatizzarono ancora di più quanto sostenuto da Gibbon. Lo storico marxista G.E.M. de Ste. Croix scrisse nel 1954, "La cosiddetta grande persecuzione è stata esagerata nella tradizione cristiana in una misura che neanche Gibbon ha pienamente capito". Secondo Ste. Croix, gli agiografi avrebbero ritratto una persecuzione molto più ampia di quella che era stata realmente e dei cristiani responsabili di questo culto avrebbero lavorato di fantasia con i fatti. Essi avrebbero ritenuto che la loro "età eroica" di martiri, o "Era dei Martiri ", fosse cominciata con l'adesione di Diocleziano alla carica di imperatore nel 284, invece che nel 303, quando le persecuzioni iniziarono effettivamente. Ci si interrogò su queste scritture tradizionali, quando Henry Dodwell, Voltaire e più famosamente Edward Gibbon si interrogarono sui racconti tradizionali dei martiri cristiani.

### Giudizio degli storici moderni
Storici successivi, tuttavia, enfatizzarono ancora di più quanto sostenuto da Gibbon. Come marxista lo storico G.E.M. de Ste. Croix scrisse nel 1954, "La cosiddetta grande persecuzione è stata esagerata nella tradizione cristiana in una misura che neanche Gibbon ha pienamente capito". Nel 1972, lo storico ecclesiastico Hermann Dörries era imbarazzato ad ammettere ai suoi colleghi, che le sue simpatie erano nei confronti dei cristiani, piuttosto che nei confronti dei loro persecutori. W.H.C. Frend stima che 3.000-3.500 cristiani furono uccisi nella persecuzione. Nonostante il numero di racconti verificabili di veri martiri sia crollato e le stime del tasso di mortalità totale siano state ridotte, alcuni scrittori moderni sono meno scettici di Gibbon a proposito della gravità della persecuzione. Come Stephen Williams scrisse nel 1985, "anche tenendo conto di un margine di invenzione, ciò che rimane è abbastanza terribile. A differenza di Gibbon, noi viviamo in un'epoca che ha sperimentato cose simili e sa quanto è insicuro il sorriso di incredulità degli umani a tali fonti. Le cose potrebbero essere state tanto terribili quanto le nostre peggiori fantasie".

## Vittime
Tra le numerose vittime della persecuzione, molte sono state successivamente canonizzate. Tra queste:
- Afra di Augusta († 304)
- Sant'Agnese († 305)
- Sant'Ambrogio di Ferentino  († 304)
- Anastasia di Sirmio († 304)
- Sant'Antimo († 303)
- Santa Barbara († 304)
- Cosma e Damiano († 303)
- Daniele di Padova
- San Diomede
- Giuliana di Nicomedia
- Santa Lucia da Siracusa († 304)
- Santa Domenica († 303)
- Sant'Efisio († 303)
- Sant'Emidio († 303)
- Sant'Erasmo († 303)
- Eulalia di Mérida († 304)

- Sant'Euplio
- Faustina di Cizico († 303)
- Santa Filomena di Roma († 304)
- San Floriano († 304)
- San Gavino († 304)
- Genesio di Arles († 303)
- Giustina di Padova († 304)
- Santa Grania
- Papa Marcellino († 304)
- San Mauro di Parenzo
- Narciso di Girona
- Nicandro, Marciano e Daria († 303)
- San Pancrazio († 304)
- San Pantaleone († 305)
- Primiano di Larino († 303 o 304)
- Primo e Feliciano († 303)

- Procolo di Pozzuoli († 305)
- Quattro Coronati († 304)
- Restituta d'Africa († 304)
- Serena di Roma, presunta moglie di Diocleziano, convertita al Cristianesimo
- Serena di Spoleto
- San Simplicio († 304)
- San Sossio († 305)
- Santa Susanna di Roma
- Santa Suina
- Tiberio d'Agde
- Vittorino di Petovio († 304)
- Vitale e Agricola di Bologna († 304)

### Esplicative
1. ↑  Clarke afferma che un'altra prova (Cipriano, Epistolae 75.10.1f; Origene Contra Celsus 3.15) mina il modo in cui Eusebio dipinge la politica di Massiminio, e, invece, sostiene la teoria di una persecuzione relativamente lieve.[29]
2. ↑  Nonostante qualche laico fu perseguito, gli obbiettivi primari della persecuzione furono sempre il clero e i Cristiani più influenti.[33]
3. ↑  Hopkins assume un tasso di crescita costante del 3,35% per annum. Lo studio di Hopkins è citato in Potter, p. 314. Lo studioso Robin Lane Fox fornisce una stima inferiore per la popolazione cristiana nel 300—4% o 5% della popolazione totale dell'Impero—ma ammette che il numero dei cristiani crebbe a causa delle difficoltà degli anni dal 250 al 280.[51]
4. ↑  Clarke argomenta contro questa lettura di un grande avanzamento sia nei numeri che nello stato sociale dei cristiani a questa data.[56]
5. ↑  Clarke mette in cautela, sostenendo che questo cambiamento nell'atteggiamento potrebbe essere un artefatto delle fonti primarie.[61]
6. ↑   Aurelio Vittore descrive il circolo intorno a Diocleziano come un imminentium scrutator;[68] Lattanzio lo descrive come un scrutator rerum futurarum.[69]
7. ↑  Davies contesta l'identificazione proposta dal Barnes dell'Imperatore non nominato da Costantino (Oratio ad Coetum Sanctum 22) con Galerio.[79]
8. ↑  Questo apparentemente comprendeva ogni casa in cui erano trovate le scritture.[107]
9. ↑  Gaddis scrive che la citazione potrebbe essere un insulto alla discendenza transdanubiana di Galerio.[116]
10. ↑   Il documento in realtà non era un editto, bensì una lettera.[160] I due possono essere distinti per la presenza di un indirizzo specifico su una lettera, e l'assenza di questo in un editto.[161] La versione del documento preservata da Lattanzio (De Mortibus Persecutorum 48.2–12) è una lettera al governatore della Bitinia, e fu presumibilmente pubblicato a Nicomedia dopo che Licinio aveva strappato la città a Massimino.[160] La versione di Eusebio (Historia Ecclesiastica 10.5.2–14) è probabilmente una copia inviata al governatore della Palestina e pubblicata a Cesarea.[160]

### Bibliografiche
1. ↑  Gaddis, p. 29.
2. ↑   Catholic Encyclopedia.
3. ↑   W. H. C. Frend, The Rise of Christianity, Fortress Press, Philadelphia, 1984,  p.  319., ISBN 978-0-8006-1931-2.
4. ↑  Charles Piétri, entry on "Persecutions," in The Papacy: An Encyclopedia, edited by Philippe Levillain (Routlege, 2002, originally published in French 1994), vol. 2, p. 1156.
5. ↑  ) Candida Moss, The Myth of Persecution. How Early Christians Invented a Story of Martyrdom, HarperOne, HarperCollins, 2013, p. 124
6. 1 2  Frend 2006, p. 503.
7. 1 2  Frend 2006, p. 511; de Sainte-Croix 1963, pp. 15-16.
8. ↑  Dodds, p. 111.
9. ↑  MacMullen, p. 35.
10. ↑  Dodds, p. 110.
11. ↑  Schott 2008, p. 2, citando Eusebio, Praeparatio Evangelica 1.2.1.
12. ↑  Schott 2008, p. 1.
13. ↑  Dodds, pp. 115-16, citando Giustino, Apologia 2.2; Tertulliano, Apologia 3.
14. ↑  Castelli, p. 38; Gaddis, pp. 30-31.
15. ↑  Tacito, Annales  15.44.6., citato in Frend 2006, p. 504; Dodds, p. 110.
16. ↑  Frend 2006, p. 504, citando Svetonio, Nero 16.2.
17. ↑  Dodds, pp. 111–12, 112 n.1; de Sainte-Croix 1963, p. 20.
18. ↑  Clarke, p. 616; Frend 2006, p. 510. Vedasi anche: Barnes 1968; de Sainte-Croix 1963; Musurillo, lviii–lxii; e Sherwin-White.
19. ↑  Drake, pp. 87-93; Edwards, p. 579; Frend 2006, pp. 506-8, citando Plinio, Epistulae 10.96.
20. ↑  Eusebio, Historia Ecclesiastica 5.1 (= Musurillo, 62–85); Edwards, p. 587; Frend, 508.
21. ↑  G. W. Clarke, "The origins and spread of Christianity," in Cambridge Ancient History, vol. 10, The Augustan Empire, ed. Alan K. Bowman, Edward Champlin, and Andrew Linott (Cambridge: Cambridge University Press, 1996), 869–70.
22. ↑  Clarke, p. 616; Frend 2006, p. 510; de Sainte-Croix 1963, p. 7.
23. 1 2  Robin Lane Fox, The Classical World: An Epic History of Greece and Rome (Toronto: Penguin, 2006), 576.
24. ↑  Castelli, p. 38.
25. ↑  Drake 2000, pp. 113-14; Frend 2006, p. 511.
26. ↑  Origene, Contra Celsum 3.9, qtd. and tr. in Frend 2006, p. 512.
27. ↑  Scriptores Historiae Augustae, Septimius Severus, 17.1; Frend 2006, p. 511. Timothy Barnes, at Tertullian: A Historical and Literary Study (Oxford: Clarendon Press, 1971), 151, considera questo presunto rescritto un'"invenzione" dell'autore, riflettente i propri pregiudizi religiosi piuttosto che la politica imperiale sotto i Severi.
28. ↑  Eusebio, Historia Ecclesiastica 6.28, citato in Frend 2006, p. 513.
29. ↑  Clarke, pp. 621-25.
30. ↑  Clarke, pp. 625-27; Frend 2006, p. 513; Rives, p. 135.
31. ↑  Eusebio, Historia Ecclesiastica 6.39.4; Clarke, pp. 632, 634; Frend 2006, p. 514.
32. ↑  E. Leigh Gibson, "Jewish Antagonism or Christian Polemic: The Case of the Martyrdom of Pionius," Journal of Early Christian Studies 9:3 (2001): 339–58.
33. ↑  Dodds, p. 108, 108 n.2.
34. ↑  Joseph Wilson Trigg, Origen (New York: Routledge, 1998), 61.
35. ↑  Clarke, 635; Frend, "Genesis and Legacy", 514.
36. ↑  Frend 2006, p. 514, citando Cipriano, De lapsis 8.
37. ↑  Frend 2006, p. 514, citando Martyrium Pionii 15 (= Musurillo, 156–57).
38. ↑  Frend 2006, p. 514.
39. ↑  Eusebio, Historia Ecclesiastica 7.10.3, qtd. and tr. in Frend 2006, p. 515.
40. ↑  Frend 2006, p. 516.
41. ↑  Eusebio, Historia Ecclesiastica 7.15; Digeser, p. 52; Frend 2006, p. 517.
42. ↑  Frend, p. 517.
43. ↑  Williams, p. 161.
44. ↑  Williams, pp. 161-62.
45. ↑  Panegyrici Latini 11(3)6, qtd. and tr. Williams, p. 162.
46. ↑  Frend 1987, p. 3.
47. ↑  Bowman, "Diocletian", 70–71; Corcoran 2006, p. 40; Liebeschuetz, pp. 235–52, 240–43; Odahl, pp. 43-44; Williams, pp. 58-59.
48. ↑  Curran, p. 47; Williams, pp. 58-59.
49. ↑  Davies, p. 93.
50. ↑  Hopkins, p. 191.
51. ↑  Lane Fox, pp. 590-92. Cfr. anche: Rodney Stark, The Rise of Christianity: A Sociologist Reconsiders History (Princeton: Princeton University Press, 1996).
52. 1 2  Frend 1987, p. 2.
53. ↑  Keresztes, p. 379; Lane Fox, p. 587; Potter, p. 314.
54. ↑  Keresztes, p. 379; Potter, p. 314.
55. ↑  Keresztes, p. 379.
56. ↑  Clarke, p. 615.
57. ↑  Barnes 1981, p. 21.
58. ↑  Eusebio, Historia Ecclesiastica 8.6.2–4, 8.9.7, 8.11.2, citato in Keresztes, p. 379; Potter, pp. 337, 661 n.16.
59. ↑  Lattanzio, De Mortibus Persecutorum 15.2, citato in Keresztes, p. 379; Potter, pp. 337, 661 n.16.
60. 1 2  Barnes 1981, p. 21; Clarke, pp. 621-22.
61. ↑  Clarke, pp. 621-22.
62. ↑  de Sainte-Croix 1963, p. 21.
63. ↑  Barnes 1981, pp. 21-22.
64. ↑  Dodds, p. 109.
65. ↑  Lattanzio, Divinae Institutiones 5.2.12–13; Digeser, p. 5.
66. ↑  Lattanzio, Divinae Institutiones 5.2.3; Frend 1987, p. 13.
67. ↑  Lattanzio, Divinae Institutiones 5.2.3ff; Barnes 1981, p. 22.
68. ↑  Aurelio Vittore, Caes. 39.48, citato in Keresztes, p. 381.
69. ↑  Lattanzio, De Mortibus Persecutorum 10.1, citato in Keresztes, p. 381.
70. ↑  Walter, p. 111.
71. ↑   Lattanzio, De Mortibus Persecutorum 10.1–5.; Barnes 1976, p. 245; Barnes 1981, pp. 18-19; Davies, pp. 78-79; Helgeland, p. 159; Liebeschuetz, pp. 246-8; Odahl, p. 65. Secondo Helgeland l'evento avvenne nel 301
72. ↑  Helgeland, p. 159.
73. ↑  Eusebio, Historia Ecclesiastica 8.4.2–3; Barnes 1976, p. 246; Helgeland, p. 159.
74. 1 2  Davies, pp. 89-92.
75. ↑  Woods 2001, p. 588.
76. ↑  Woods 2001, p. 589.
77. ↑  Lattanzio, De Mortibus Persecutorum 10.6, 31.1 ed Eusebio, Historia Ecclesiastica 8, app. 1, 3; Barnes 1981, pp. 19 e 294; Keresztes, p. 381.
78. ↑  Barnes 1981, pp. 19 e 294.
79. ↑  Davies, pp. 82-83.
80. ↑  Barnes 1981, p. 20; Corcoran 2006, p. 51; Odahl, pp. 54–56, 62.
81. ↑  Eusebio, Historia Ecclesiastica 8.1.3.
82. ↑  Lattanzio, De Mortibus Persecutorum 15.1
83. ↑  Barnes 1981, pp. 19-21.
84. ↑  Jones, p. 71; Liebeschuetz, pp. 235–52, 246–48. Contra: Davies, pp. 66-94.
85. ↑  Odahl, p. 65.
86. ↑  Lattanzio, De Mortibus Persecutorum 9.9–10; Odahl, p. 303 n.24.
87. ↑  Lattanzio, De Mortibus Persecutorum 11.1–2; Odahl, p. 66.
88. 1 2  Barnes 1981, p. 19.
89. ↑  Corcoran 1996, p. 261; Keresztes, p. 381.
90. 1 2  Barnes 1981, p. 20; Clarke, p. 648, citando Inscriptiones Latinae Selectae 660 e Mosiacarum et Romanarum Legum Collatio 25.36–8.
91. ↑  H.M. Gwatkin, "Notes on Some Chronological Questions Connected with the Persecution of Diocletian," English Historical Review 13:51 (1898): 499.
92. ↑  Barnes 1981, p. 20.
93. 1 2  Mosiacarum et Romanarum Legum Collatio 15.3.3f, qtd. and tr. in Clarke, p. 648.
94. ↑  Clarke, pp. 647-48.
95. ↑  Barnes 1981, pp. 20-21.
96. ↑  Lane Fox, p. 595.
97. ↑  Lattanzio, De Mortibus Persecutorum 10.6–11; Barnes 1981, p. 21; Odahl, p. 67.
98. ↑  Schott 2005, p. 278; Beatrice, pp. 1-47; Digeser, passim.
99. ↑  Eusebio, Vita Constantini 2.50. Davies (80 n.75) ritiene che dovrebbe essere riformulato come "il profano sulla terra".
100. ↑  Barnes 1981, p. 21; Elliott, pp. 35-36; Keresztes, p. 381; Lane Fox, p. 595; Liebeschuetz, pp. 235–52, 246–48; Odahl, p. 67; Potter, p. 338.
101. ↑  Barnes 1981, p. 22; Clarke, p. 650; Odahl, pp. 67-69; Potter, p. 337.
102. ↑  Lattanzio, De Mortibus Persecutorum, 12.1; Barnes 1981, p. 21; Gaddis, p. 29; Keresztes, p. 381.
103. ↑  Barnes 1981, p. 22; Clarke, p. 650; Potter, p. 337; de Sainte-Croix 1954, p. 75; Williams, p. 176.
104. ↑  L'editto potrebbe non essere stato tecnicamente un "editto"; Eusebio non lo definisce tale, e il brano nella Passio Felicis che comprende la parola edictum ("exiit edictum imperatorum et Caesarum super omnem faciem terrae") potrebbe essere stato semplicemente scritto per citareo Luca 2:1 ("exiit edictum a Caesare Augusto ut profiteretur universus orbis terrae").
105. 1 2 3 4  Curran, p. 49.
106. ↑  Eusebio, Historia Ecclesiastica 8.2.4; De Martyribus Palestinae praef. 1; e Optato, Appendix 2; Barnes 1981, p. 22; Clarke, p. 650; Liebeschuetz, pp. 249-50; Potter, p. 337; de Sainte-Croix 1954, p. 75.
107. ↑  de Sainte-Croix 1954, p. 75.
108. 1 2  Clarke, pp. 650-51; Potter, p. 337; de Sainte-Croix 1954, pp. 75-76.
109. ↑  Clarke, p. 650; de Sainte-Croix 1954, pp. 75-76.
110. ↑  Clarke, pp. 650-51; Potter, p. 337.
111. ↑  Lattanzio, De Mortibus Persecutorum 11.8, qtd. in Clarke, p. 651; Keresztes, p. 381.
112. ↑  Lattanzio, De Mortibus Persecutorum 11.8, citato in Keresztes, p. 381.
113. 1 2 3 4  Clarke, p. 651.
114. ↑  Keresztes, p. 381.
115. ↑  Lattanzio, De Mortibus Persecutorum 13.2 e Eusebio, Historia Ecclesiastica 8.5.1; Barnes 1981, p. 22; Corcoran 1996, p. 179; Williams, p. 176. La citazione è da Lattanzio, e la traduzione di Williams.
116. ↑  Gaddis, p. 30 n.4.
117. ↑  Eusebio, Historia Ecclesiastica 8.2.4; De Martyribus Palestinae praef.; e Acta Felicis (= Musurillo, 266–71); Corcoran 1996, p. 180; Clarke, p. 651; Keresztes, p. 382; Potter, p. 337.
118. ↑  Eusebio, De Martyribus Palestinae 1.1–2, citato in Corcoran 1996, p. 180.
119. ↑  Optatus, Appendix 1; Corcoran 1996, p. 180.
120. ↑  Corcoran 1996, p. 181.
121. ↑  Eusebio, Historia Ecclesiastica 8.2.5; 8.6.8–9 e De Martyribus Palestinae praef. 2; Barnes 1981, p. 24; Corcoran 1996, p. 181; de Sainte-Croix 1954, p. 76.
122. ↑  Rees, p. 63.
123. ↑  Eusebio, Historia Ecclesiastica 8.6.8–9; Barnes 1981, p. 24; de Sainte-Croix 1954, p. 76.
124. ↑  Eusebio, Historia Ecclesiastica 8.6.10; Barnes 1981, p. 24; Corcoran 1996, pp. 181-82; de Sainte-Croix 1954, pp. 76-77.
125. ↑  Rees, p. 64.
126. ↑  Barnes 1981, p. 24, citando Eusebio, De Martyribus Palestinae (S), praef. 2; (S) 1.3–4; (L) 1.5b; e Historia Ecclesiastica 8.2.5, 6.10; Corcoran 1996, pp. 181-82; de Sainte-Croix 1954, pp. 76-77; Keresztes, p. 383.
127. ↑  Eusebio, De Martyribus Palestinae 3.1; Barnes 1981, p. 24; Liebeschuetz, pp. 249-50; de Sainte-Croix 1954, p. 77.
128. ↑  Baynes, "Two Notes", 189; de Sainte-Croix 1954, p. 77.
129. ↑  de Sainte-Croix 1954, p. 77.
130. ↑  Barnes 1981, p. 24, citando Martyrion ton hagion Agapes, Eirenes kai Chiones.
131. ↑  Eusebio, De Martyribus Palestinae 3.1; Barnes 1981, p. 24.
132. ↑  Liebeschuetz, pp. 250-51.
133. 1 2  Barnes 1981, pp. 26-27; Odahl, pp. 72-74; Southern, pp. 152-53.
134. ↑  Lattanzio, De Mortibus Persecutorum 18; Barnes 1981, pp. 25-26; Odahl, p. 71.
135. ↑  Keresztes, p. 384.
136. ↑  Eusebio, Historia Ecclesiastica 8.3.1, qtd. in Clarke, p. 655.
137. ↑  Clarke, p. 655.
138. ↑  Eusebio, De Martyribus Palestinae 4.8, 9.2; Keresztes, p. 384.
139. ↑  Clarke, p. 655, citando Eusebio, Historia Ecclesiastica 8.14.9ff.
140. ↑  Lattanzio, De Mortibus Persecutorum 24.9 e Divinae Institutiones 1.1.13.
141. ↑  Barnes 1981, p. 28.
142. ↑  Barnes 1981, p. 30 e 38.
143. ↑  Barnes 1981, pp. 30-31.
144. ↑  Clarke, p. 656; Corcoran 1996, p. 186.
145. ↑  Clarke, p. 656.
146. ↑  Lattanzio, De Mortibus Persecutorum 33.11–35 ed Eusebio, Historia Ecclesiastica 8.17.1–11; Corcoran 1996, p. 186.
147. ↑  Eusebio, Historia Ecclesiastica 9.1.1; Corcoran 1996, pp. 186, 186 n.68.
148. ↑  Il paragrafo in grassetto fu rimosso da Eusebio dopo il 324 a causa della damnatio memoriae di Licinio, il che spiega come mai non viene citato Massimino Daia. Vd. Lo Castro in Eusebio, Storia Ecclesiastica cit., p. 180 n. 61. Lo Schwartz lo espunge dal testo, pubblicandolo in nota.
149. ↑  Potter, p. 356.
150. ↑  Clarke, p. 657.
151. 1 2  Knipfing, p. 705, citato in Keresztes, p. 390.
152. ↑  Knipfing, p. 705; K. Bihlmeyer, "Das Toleranzedikt des Galerius von 311", Theol. Quartalschr. 94 (1912) 412; e J. Vogt, "Christenverflolgung", RAC 1199, citato in Keresztes, p. 390.
153. ↑  Keresztes, p. 390.
154. ↑  Louis-Sébastien Le Nain de Tillemont, Mémoires pour servir à l'histoire ecclésiastique des six premiers siècles (Paris, 1693), 5.44, qtd. and tr. in Keresztes, p. 390.
155. 1 2  Barnes 1981, p. 39.
156. ↑  Clarke, p. 657; Potter, p. 356.
157. ↑  Eusebio, Historia Ecclesiastica 9.2.1; Clarke, p. 659.
158. ↑  Barnes 1981, p. 149.
159. 1 2  Lattanzio, De Mortibus Persecutorum 45.1, 48.2, qtd. and tr. in Clarke, pp. 662-63.
160. 1 2 3  Corcoran 1996, pp. 158-59.
161. ↑  Corcoran 1996, p. 2.
162. ↑  Barnes 1981, pp. 148-150.
163. ↑  Corcoran 2006, pp. 45-46; Williams, p. 67.
164. ↑  Lane Fox, p. 596; Williams, p. 180.
165. ↑  Davies, p. 68.
166. ↑  Davies, pp. 68-69.
167. ↑  Corcoran 1996, p. 261 n.58.
168. ↑  Lattanzio, De Mortibus Persecutorum 15.7; Clarke, p. 651.
169. ↑  Eusebio, Historia Ecclesiastica 8.13.13; Vita Constantini 1.13; e De Martyribus Palestinae 13.12; Clarke, pp. 651, 651 n.149.
170. ↑  Optato, 1.22; Clarke, p. 651 n.149.
171. ↑  Corcoran 1996, p. 180, citando Charles Thomas, Christianity in Roman Britain to AD 500 (London: Batsford, 1981), 48–50.
172. ↑  Corcoran 1996, pp. 181-82.
173. ↑  Lattanzio, De Mortibus Persecutorum 24.9; Barnes 1981, p. 28; Clarke, p. 652.
174. ↑  Barnes 1981, p. 23; Clarke, p. 651.
175. 1 2  Barnes 1981, p. 23.
176. ↑  Willams, p. 177.
177. ↑  Frend 2006, p. 510.
178. ↑  Martyrium Perpetuae et Felicitatis 13.1 (= Musurillo, 106–31), citato in Tilley, "North Africa", 391.
179. ↑  Edwards, p. 585; Tilley 2006, pp. 387, 395; Williams, p. 179.
180. 1 2  Williams, p. 179.
181. ↑  Acta Maximiliani (= Musurillo, 244–49); Tilley 1997, pp. 45-46.
182. ↑  Acta Marcelli (= Musurillo, 250–59); Tilley 1997, p. 46.
183. ↑  Optato, Appendix 1; Barnes 1981, p. 23.
184. ↑  Tilley, Martyr Stories, 25–49; Clarke, p. 652 n.153.
185. 1 2  Clarke, p. 652 n.153.
186. ↑  Acts of the Abitinian Martyrs 20 (= Tilley, Martyr Stories, 44–46); Tilley, Martyr Stories, xi; The Bible, 9, 57–66.
187. ↑  Tilley 1997, p. 10.
188. ↑  Barnes 1981, p. 56.
189. ↑  Tilley, Martyr Stories, xi.
190. ↑  Barnes 1981, p. 38; Curran, p. 49.
191. ↑  Barnes 1981, pp. 38 e 303 nota 100; Curran, p. 49.
192. ↑  Barnes 1981, pp. 38 e 303 nota 103.
193. 1 2 3  Barnes 1981, pp. 38 e 304 nota 106.
194. ↑  Barnes 1981, pp. 38 e 303-304 nota 105.
195. ↑  Lattanzio, De Mortibus Persecutorum 23.5; Barnes 1981, p. 29.
196. ↑  Barnes 1981, p. 30.
197. ↑  Optato, 1.18; Barnes 1981, p. 38.
198. ↑  Optato, Appendix 1; Barnes 1981, p. 38.
199. 1 2  Barnes 1981, p. 38.
200. ↑  Barnes 1981, pp. 38 e 304 nota 107.
201. ↑  Barnes 1981, pp. 38-39.
202. ↑  Eusebio, Historia Ecclesiastica 10.5.15–17; Barnes 1981, p. 39.
203. ↑  Clarke, pp. 651, 651 n.151.
204. ↑  Eusebio, De Martyribus Palestinae 13.12, qtd. in Clarke, p. 652.
205. ↑  Barnes 1981, pp. 40-41; Odahl, pp. 96-101.
206. ↑  Barnes 1981, pp. 42-44; Odahl, p. 111. Cf. anche Curran, pp. 72-75.
207. ↑  Barnes 1981, p. 48. Cf. contra: MacMullen, p. 45.
208. ↑  Eusebio, Vita Constantini 1.42.1; Barnes 1981, p. 48.
209. ↑  Curran, pp. 93-96, citando Krautheimer, Corpus Basilicarum Christianarum Romanorum, 5.90.
210. ↑  Barnes 1981, pp. 48-49.
211. 1 2  Barnes 1981, p. 24.
212. ↑  Barnes 1981, p. 24; Lane Fox, p. 596; Williams, p. 178. Vedasi anche: Keresztes, p. 382.
213. ↑  Williams, p. 178.
214. ↑  Barnes 1981, p. 24; Southern, p. 168; Williams, p. 177.
215. ↑  Odahl, p. 68.
216. ↑  Lattanzio, Divinae Institutiones 7; Williams, p. 178.
217. ↑  Trompf, p. 120.
218. ↑  Williams, p. 181.
219. ↑  Clarke, p. 651; Lane Fox, pp. 597-98.
220. ↑  Lane Fox, pp. 597-98.
221. ↑  Oxyrhynchus Papyri 2601, tr. J.R. Rhea, quoted in Barnes 2000, p. 382; Lane Fox, p. 598.
222. ↑  Eusebio, Vita Constantini 11.2, qtd. and tr. Nicholson, p. 50.
223. ↑  Lattanzio, Divinae Institutiones 4.18.1–2, qtd. and tr. Nicholson, p. 49.
224. ↑  King James Version, qtd. in Nicholson, p. 51.
225. ↑  Nicholson, 50–51.
226. ↑  Drake, pp. 149-53; Lane Fox, pp. 598-601.
227. ↑  Costantino, Oratio ad Sanctum Coetum 22, qtd. and tr. in Drake, p. 150.
228. ↑  Drake, pp. 98-103.
229. ↑  Lane Fox, p. 441; MacMullen, pp. 29-30.
230. ↑  Lane Fox, 441.
231. ↑  Dodds, p. 135.
232. ↑  Tertulliano, Apologeticus 50; Dodds, p. 133; MacMullen, pp. 29-30.
233. ↑  Barnes 1981, pp. 48-49 e 208-213.
234. ↑  Liebeschuetz, p. 252.
235. ↑  Iole Fargnoli, "Many Faiths and One Emperor: Remarks about the Religious Legislation of Theodosius the Great," Revue Internationale des Droits de l'Antiquité 53 (2006): 146.
236. ↑  Warren Treadgold, A History of the Byzantine State and Society (Standford: Stanford University Press, 1997), 122. Cfr. anche: MacMullen, p. vii, e passim.
237. ↑  Barnes 1981, p. 56; Tilley, Martyr Stories, xi.
238. ↑  Leadbetter, p. 259.
239. ↑  Chadwick, p. 179.
240. ↑  Richard Gerberding, "The later Roman Empire," in The New Cambridge Medieval History, vol. 1, c.500–c.700, ed. Paul Fouracre (New York: Cambridge University Press, 2005), 21.
241. 1 2  Curran, p. 50.
242. ↑  Liber Pontificalis 1.162; Curran, p. 50.
243. 1 2  Barnes 1982, pp. 177-80; Curran, p. 50.
244. 1 2  de Sainte-Croix 1954, pp. 103-4.
245. 1 2  David Womersley, The Transformation of The Decline and Fall of the Roman Empire, (New York: Cambridge University Press, 1988), 128, 128 n.109.
246. 1 2  Womersley, Transformation, 128.
247. ↑  Gibbon, Decline and Fall, ed. David Womersley (London: Allen Lane, 1994), 1:578.
248. ↑  J. G. A. Pocock, Barbarism and Religion, vol. 5, Religion: The First Triumph (Cambridge: Cambridge University Press, 2010), ix–xi, 34; Patricia B. Craddock, Edward Gibbon: Luminous Historian, 1772–1794 (Baltimore: Johns Hopkins University Press, 1989), 60–61, 122.
249. ↑  Porson, Letters to Mr. Archdeacon Travis (1790), xxviii, qtd. in Womersley, Gibbon and the 'Watchmen of the Holy City': The Historian and his Reputation 1776–1815 (New York: Oxford University Press, 2002), 184–85 n.39.
250. ↑   Weekly Worker obituary, accesso Sept. 26, 2010 (archiviato dall'url originale l'8 giugno 2011).
251. 1 2  de Sainte-Croix 1954, p. 104.
252. ↑   Weekly Worker obituary, accesso Sept. 26, 2010 (archiviato dall'url originale l'8 giugno 2011).
253. ↑  Hermann Dörries, Constantine the Great, trans. R.H. Bainton (New York: Harper & Row, 1972), 13 n. 11.
254. ↑  Frend 2008, pp. 393-94; Liebeschuetz, pp. 251-52.

### Fonti antiche
- Atti dei martiri.
- (LA) Arnobio, Adversus Nationes.
- (LA) Hermann Dessau, Inscriptiones Latinae Selectae, Berlino, Weidmann, 1892-1916).
- (LA) Eusebio di Cesarea, Historia Ecclesiastica, I-IX.
- (LA) Eusebio di Cesarea, De Martyribus Palestinae.
- (LA) Eusebio di Cesarea, Vita Constantini.
- (LA) Lattanzio, Divinae Institutiones.
- (LA) Lattanzio, De Ira Dei.
- (LA) Lattanzio, Liber De Mortibus Persecutorum.
- (LA) Sant'Ottato di Milevi, Contra Parmenianum Donatistam.
- (GRC) Porfirio, Frammenti.
- (LA) Tertulliano, Apologeticus.

### Fonti moderne
- (EN) Timothy D. Barnes, Legislation Against the Christians, in Journal of Roman Studies, vol. 58, n. 1-2, 1968,  pp. 32-50.
- (EN) Timothy D. Barnes, Sossianus Hierocles and the Antecedents of the "Great Persecution", in Journal of Roman Studies, 80 (1976): 239–252.
- (EN) Timothy D. Barnes, Constantine and Eusebius, Harvard University Press, 1981, ISBN 978-0-674-16531-1.
- (EN) Timothy D. Barnes, The New Empire of Diocletian and Constantine, Harvard University Press, 1982, ISBN 0-7837-2221-4.
- (EN) Timothy D. Barnes, Scholarship or Propaganda? Porphyry Against the Christians and its Historical Setting, in Bulletin of the Institute of Classical Studies, vol. 39, 1994,  pp. 53-65.
- (EN) Timothy D. Barnes, Review: Constantine and the Bishops: The Politics of Intolerance, in Phoenix, vol. 54, n. 3-4, 2000,  pp. 381-383.
- (EN) Timothy D. Barnes, Monotheists All?", in Phoenix, vol. 55, n. 1-2, 2001,  pp. 142-162.
- Norman H. Baynes, Two Notes on the Great Persecution, in The Classical Quarterly, vol. 18, n. 3-4, 1924,  pp. 189-194, DOI:10.1017/S0009838800007102.
- (DE) Pier Franco Beatrice, Antistes Philosophiae. Ein Christenfeindlicher Propagandist am Hofe Diokletians nach dem Zeugnis des Laktanz, in Aug, vol. 33, 1993,  pp. 1-47.
- Elizabeth A. Castelli, Martyrdom and Memory: Early Christian Culture Making, New York, Columbia University Press, 2004.
- Henry Chadwick, The Church in Ancient Society: From Galilee to Gregory the Great, New York, Oxford University Press, 2001.
- Graeme Clarke, Third-Century Christianity, in Alan Bowman, Averil Cameron e Peter Garnsey (a cura di), The Cambridge Ancient History, Volume XII: The Crisis of Empire, New York, Cambridge University Press, 2005,  pp. 589-671, ISBN 0-521-30199-8.
- Simon Corcoran, The Empire of the Tetrarchs, Imperial Pronouncements and Government AD 284-324, Oxford, Clarendon Press, 1996, ISBN 0-19-814984-0.
- Simon Corcoran, Before Constantine, in Noel Lenski (a cura di), The Cambridge Companion to the Age of Constantine, New York, Cambridge University Press, 2006,  pp. 35-58, ISBN 0-521-81838-9.
- John Curran, Pagan City and Christian Capital: Rome in the Fourth Century, Oxford, Clarendon Press, 2000, ISBN 0-19-815278-7.
- P. S. Davies, The Origin and Purpose of the Persecution of AD 303, in Journal of Theological Studies, vol. 40, n. 1, 1989,  pp. 66-94, DOI:10.1093/jts/40.1.66, JSTOR 23963763.
- Elizabeth DePalma Digeser, The Making of a Christian Empire: Lactantius and Rome, Ithaca, Cornell University Press, 2000, ISBN 0-8014-3594-3.
- E. R. Dodds, Pagan and Christian in an Age of Anxiety: Some Aspects of Religious Experience from Marcus Aurelius to Constantine, New York, Norton, 1970.
- H. A. Drake, Constantine and the Bishops: The Politics of Intolerance, Baltimore, Johns Hopkins University Press, 2000, ISBN 0-8018-6218-3.
- Mark Edwards, Christianity, A.D. 70-192, in Alan Bowman, Averil Cameron e Peter Garnsey (a cura di), The Cambridge Ancient History, Volume XII: The Crisis of Empire, New York, Cambridge University Press, 2005,  pp. 573-588, ISBN 0-521-30199-8.
- T. G. Elliott, The Christianity of Constantine the Great, Scranton, PA, University of Scranton Press, 1996, ISBN 0-940866-59-5.
- William H. C. Frend, Martyrdom and persecution in the early church: a study of a conflict from the Maccabees to Donatus, James Clarke Company, U.K., 2008  [1967], ISBN 978-0-227-17229-2.
- W. H. C. Frend, Prelude to the Great Persecution: The Propaganda War, in Journal of Ecclesiastical History, vol. 38, n. 1, 1987,  pp. 1-18, DOI:10.1017/S002204690002248X.
- W. H. C. Frend, Persecutions: Genesis and Legacy, in Margaret M. Mitchell e Frances M. Young (a cura di), The Cambridge History of Christianity, Volume I: Origins to Constantine, New York, Cambridge University Press, 2006,  pp. 503-523, ISBN 978-0-521-81239-9.
- Michael Gaddis, There Is No Crime for Those Who Have Christ: Religious Violence in the Christian Roman Empire, Berkeley, Los Angeles, and London, University of California Press, 2005, ISBN 0-520-24104-5.
- Edward Gibbon, History of the Decline and Fall of the Roman Empire, a cura di David Womersley, vol. 1, London, Penguin Classics, 1995, ISBN 978-0-14-043393-7.
- S. L. Greenslade (a cura di), The West from the Reformation to the Present Day, collana The Cambridge History of the Bible, vol. 3, Cambridge University Press, 1975, ISBN 0-521-29016-3.
- John Helgeland, Christians and the Roman Army A.D. 173–337, in Church History, vol. 43, n. 2, 1974,  pp. 149-163, 200, DOI:10.2307/3163949, JSTOR 3163949.
- Keith Hopkins, Christian Number and Its Implications, in Journal of Early Christian Studies, vol. 6, n. 2, 1998,  pp. 185-226, DOI:10.1353/earl.1998.0035.
- A. H. M. Jones, The Later Roman Empire, 284–602: A Social, Economic and Administrative Survey, Oxford, Basil Blackwell, 1964.
- Paul Keresztes, From the Great Persecution To the Peace of Galerius, in Vigiliae Christianae, vol. 37, n. 4, 1983,  pp. 379-399, DOI:10.1163/157007283X00241.
- William E. Klingshirn e Linda Safran (a cura di), The Early Christian Book, Washington, The Catholic University of America Press, 2007, ISBN 978-0-8132-1486-3.
- J. R. Knipfing, The Edict of Galerius (311 A.D.) re-considered, in Revue Belge de Philologie et d'Histoire, vol. 1, n. 4, 1922,  pp. 693-705, DOI:10.3406/rbph.1922.6200.
- Robin Lane Fox, Pagans and Christians, New York, Alfred A. Knopf, 1986, ISBN 0-394-55495-7.
- William Leadbetter, From Constantine to Theodosius (and Beyond), in Philip Francis Esler (a cura di), The Early Christian World, London, Routledge, 2004,  pp. 258-292, ISBN 978-0-415-16496-2.
- J. H. W. G. Liebeschuetz, Continuity and Change in Roman Religion, Oxford, Oxford University Press, 1979, ISBN 0-19-814822-4.
- Winrich Löhr, Some Observations on Karl-Heinz Schwarte's 'Diokletians Christengesetz', in Vigiliae Christianae, vol. 56, n. 1, 2002,  pp. 75-95, DOI:10.1163/15700720252984846.
- Ramsay MacMullen, Christianizing the Roman Empire, New Haven, Yale University Press, 1984, ISBN 0-300-03642-6.
- Fergus Millar, The Roman Near East, 31 B.C.-A.D. 337, Cambridge, MA, Harvard University Press, 1993, ISBN 0-674-77885-5.
- Stephen Mitchell, Maximinus and the Christians in A.D. 312: A New Latin Inscription, in Journal of Roman Studies, vol. 78, 1988,  pp. 105-124, DOI:10.2307/301453, JSTOR 301453.
- Oliver Nicholson, Flight from Persecution as Imitation of Christ: Lactantius' Divine Institutes IV. 18, 1-2, in Journal of Theological Studies, vol. 40, n. 1, 1989,  pp. 48-65, DOI:10.1093/jts/40.1.48.
- Charles Matson Odahl, Constantine and the Christian Empire, New York, Routledge, 2004, ISBN 0-415-17485-6.
- David S. Potter, The Roman Empire at Bay: AD 180-395, New York, Routledge, 2005, ISBN 0-415-10057-7.
- Roger Rees, Diocletian and the Tetrarchy, Edinburgh, UK, Edinburgh University Press, 2004, ISBN 9780748616602.
- J. B. Rives, The Decree of Decius and the Religion of the Empire, in Journal of Roman Studies, vol. 89, 1999,  pp. 135-154, DOI:10.2307/300738, JSTOR 300738.
- G. E. M. de Sainte-Croix, Aspects of the Great Persecution, in Harvard Theological Review, vol. 47, n. 2, 1954,  pp. 75-113, DOI:10.1017/S0017816000027504.
- G. E. M. de Sainte-Croix, Christian Persecution, Martyrdom, and Orthodoxy, New York, Oxford University Press, 2006, ISBN 0-19-927812-1.
- G. E. M. de Sainte-Croix, Why Were the Early Christians Persecuted?, in Past & Present, vol. 26, 1963,  pp. 6-38, DOI:10.1093/past/26.1.6.
- Jeremy M. Schott, Porphyry on Christians and Others: "Barbarian Wisdom," Identity Politics, and Anti-Christian Polemics on the Eve of the Great Persecution, in Journal of Early Christian Studies, vol. 13, n. 3, 2005,  pp. 277-314, DOI:10.1353/earl.2005.0045.
- Jeremy M. Schott, Christianity, Empire, and the Making of Religion in Late Antiquity, Philadelphia, University of Philadelphia Press, 2008, ISBN 978-0-8122-4092-4.
- A. N. Sherwin-White, The Early Persecutions and Roman Law Again, in Journal of Theological Studies, vol. 3, n. 2, 1952,  pp. 199-213, DOI:10.1093/jts/III.2.199.
- Min Seok Shin, The Great Persecution: A Historical Re-examination, Turnhout, Brepols, 2018, ISBN 978-2-503-57447-9.
- Maureen A. Tilley, The Bible in Christian North Africa: The Donatist World, Minneapolis, Fortress Press, 1997, ISBN 0-8006-2880-2.
- Maureen A. Tilley, North Africa, in Margaret M. Mitchell e Frances M. Young (a cura di), The Cambridge History of Christianity, Volume I: Origins to Constantine, New York, Cambridge University Press, 2006,  pp. 381-396, ISBN 978-0-521-81239-9.
- G. W. Trompf, Early Christian Historiography: Narratives of redistributive justice, New York, Continuum, 2000, ISBN 0-8264-5294-9.
- Christopher Walter, The Warrior Saints in Byzantine Art and Tradition, Ashgate, 2003, ISBN 1-84014-694-X.
- Stephen Williams, Diocletian and the Roman Recovery, New York, Routledge, 1997, ISBN 0-415-91827-8.
- David Woods, Two Notes on the Great Persecution, in Journal of Theological Studies, vol. 43, n. 1, 1992,  pp. 128-134, DOI:10.1093/jts/43.1.128.
- David Woods, 'Veturius' and the Beginning of the Diocletianic Persecution, in Mnemosyne, vol. 54, n. 5, 2001,  pp. 587-591, DOI:10.1163/15685250152909057.